# Phó Ủy viên trưởng Ủy ban Thường vụ Đại hội Đại biểu Nhân dân Toàn quốc
Phó Ủy viên trưởng Ủy ban Thường vụ Đại hội Đại biểu Nhân dân Toàn quốc (tiếng Trung: 全国人民代表大会常务委员会副委员长) còn được gọi là Phó Ủy viên trưởng Thường Ủy Nhân Đại Toàn quốc (tiếng Trung: 全国人大常委会副委员长), Phó Ủy viên trưởng Nhân Đại Toàn quốc (tiếng Trung: 全国人大副委员长). Là chức vụ lãnh đạo nhà nước Cộng hòa Nhân dân Trung Hoa, tương đương với "Phó Chủ tịch (Ủy viên trưởng) Ủy ban Thường vụ Quốc hội".

## Quyền hạn
Hiến pháp Trung Quốc quy định các Phó Ủy viên trưởng và Tổng thư ký có trách nhiệm giúp đỡ Ủy viên trưởng trong việc chủ trì Hội nghị Ủy ban Thường vụ Nhân Đại. Ủy viên trưởng, Phó Ủy viên trưởng và Tổng Thư ký xử lý công việc hàng ngày của Ủy ban Thường vụ Đại hội Đại biểu Nhân dân Toàn quốc.
Ủy viên trưởng có thể ủy thác cho Phó Ủy viên trưởng có quyền hạn nhất định của mình. Trong tình trạng sức khỏe của Ủy viên trưởng không đủ đảm đương được công việc hoặc Ủy viên trưởng vắng mặt thì Phó Ủy viên trưởng có quyền thay mặt Ủy viên trưởng nắm quyền cho đến khi tình trạng sức khỏe của Ủy viên trưởng ổn định hoặc Đại hội Đại biểu bầu được Ủy viên trưởng mới.
Phó Ủy viên trưởng có nhiệm kỳ 5 năm, từ năm 1982 thì nhiệm kỳ không được quá 2 lần liên tiếp.

## Danh sách Phó Ủy viên trưởng

### Khóa I
| Ủy ban Thường vụ Đại hội Đại biểu Nhân dân Toàn quốc | Ủy ban Thường vụ Đại hội Đại biểu Nhân dân Toàn quốc | Ủy ban Thường vụ Đại hội Đại biểu Nhân dân Toàn quốc | Ủy ban Thường vụ Đại hội Đại biểu Nhân dân Toàn quốc | Ủy ban Thường vụ Đại hội Đại biểu Nhân dân Toàn quốc | Ủy ban Thường vụ Đại hội Đại biểu Nhân dân Toàn quốc | Ủy ban Thường vụ Đại hội Đại biểu Nhân dân Toàn quốc | Ủy ban Thường vụ Đại hội Đại biểu Nhân dân Toàn quốc | Ủy ban Thường vụ Đại hội Đại biểu Nhân dân Toàn quốc | Ủy ban Thường vụ Đại hội Đại biểu Nhân dân Toàn quốc |
| Khóa                                                 | Ủy viên trưởng                                       | Nhiệm kỳ                                             | Nhiệm kỳ                                             | Chức vụ kiêm nhiệm                                   | Phó Ủy viên trưởng                                   | Nhiệm kỳ                                             | Nhiệm kỳ                                             | Chức vụ kiêm nhiệm | Ghi chú                                              |
| Khóa                                                 | Ủy viên trưởng                                       | Bổ nhiệm                                             | Miễn nhiệm                                           | Chức vụ kiêm nhiệm                                   | Phó Ủy viên trưởng                                   | Bổ nhiệm                                             | Miễn nhiệm                                           | Chức vụ kiêm nhiệm | Ghi chú                                              |
| ---------------------------------------------------- | ---------------------------------------------------- | ---------------------------------------------------- | ---------------------------------------------------- | ---------------------------------------------------- | ---------------------------------------------------- | ---------------------------------------------------- | ---------------------------------------------------- | --- | ---------------------------------------------------- |
| I                                                    | Lưu Thiếu Kỳ (1898-1969)                             | 9/1954                                               | 4/1959                                               | Phó Chủ tịch Trung ương Đảng Cộng sản Trung Quốc     | Tống Khánh Linh (1893–1981)                          | 9/1954                                               | 4/1959                                               | Phó ủy viên trưởng thứ nhất; Phó Chủ tịch Ủy ban Toàn quốc Hội nghị Hiệp thương Chính trị Nhân dân Trung Hoa; Chủ tịch danh dự Hội Liên hiệp Phụ nữ Toàn quốc Trung Hoa                                                                           | nữ, Dân cách                                         |
| I                                                    | Lưu Thiếu Kỳ (1898-1969)                             | 9/1954                                               | 4/1959                                               | Phó Chủ tịch Trung ương Đảng Cộng sản Trung Quốc     | Lâm Bá Cừ (1886–1960)                                | 9/1954                                               | 4/1959                                               | Ủy viên Bộ chính trị |                                                      |
| I                                                    | Lưu Thiếu Kỳ (1898-1969)                             | 9/1954                                               | 4/1959                                               | Phó Chủ tịch Trung ương Đảng Cộng sản Trung Quốc     | Lý Tế Thâm (1885–1959)                               | 9/1954                                               | 4/1959                                               | Phó Chủ tịch Ủy ban Toàn quốc Hội nghị Hiệp thương Chính trị Nhân dân Trung Hoa | Dân Cách; Trí công Đảng                              |
| I                                                    | Lưu Thiếu Kỳ (1898-1969)                             | 9/1954                                               | 4/1959                                               | Phó Chủ tịch Trung ương Đảng Cộng sản Trung Quốc     | Trương Lan (1872–1955)                               | 9/1954                                               | 2/1955                                               | Phó Chủ tịch Ủy ban Toàn quốc Hội nghị Hiệp thương Chính trị Nhân dân Trung Hoa; Chủ tịch Dân Minh | Mất khi đang tại nhiệm; Dân Minh                     |
| I                                                    | Lưu Thiếu Kỳ (1898-1969)                             | 9/1954                                               | 4/1959                                               | Phó Chủ tịch Trung ương Đảng Cộng sản Trung Quốc     | Nguyên soái La Vinh Hoàn (1902-1963)                 | 9/1954                                               | 4/1959                                               | Ủy viên Bộ chính trị; Phó chủ tịch Ủy ban Quốc phòng Cộng hòa Nhân dân Trung Hoa; Chủ nhiệm Tổng cục Chính trị Quân Giải phóng Nhân dân |                                                      |
| I                                                    | Lưu Thiếu Kỳ (1898-1969)                             | 9/1954                                               | 4/1959                                               | Phó Chủ tịch Trung ương Đảng Cộng sản Trung Quốc     | Trầm Quân Nho (1875–1963)                            | 9/1954                                               | 4/1959                                               | Phó Chủ tịch Ủy ban Toàn quốc Hội nghị Hiệp thương Chính trị Nhân dân Trung Hoa; Chủ tịch Dân Minh (từ 1955) | Đồng minh Hội; Dân minh                              |
| I                                                    | Lưu Thiếu Kỳ (1898-1969)                             | 9/1954                                               | 4/1959                                               | Phó Chủ tịch Trung ương Đảng Cộng sản Trung Quốc     | Quách Mạt Nhược (1892-1978)                          | 9/1954                                               | 4/1959                                               | Chủ tịch Hội liên hiệp giới văn học nghệ thuật Trung Quốc; Viện trưởng Viện Khoa học Trung Quốc; Hiệu trưởng Đại học Khoa học Kỹ thuật Trung Quốc;                                                                                                | Đảng Cộng sản (từ 1958)                              |
| I                                                    | Lưu Thiếu Kỳ (1898-1969)                             | 9/1954                                               | 4/1959                                               | Phó Chủ tịch Trung ương Đảng Cộng sản Trung Quốc     | Hoành Viêm Bối (1878-1965)                           | 9/1954                                               | 4/1959                                               | Phó Chủ tịch Ủy ban Toàn quốc Hội nghị Hiệp thương Chính trị Nhân dân Trung Hoa | Đồng minh Hội; Dân Kiến; Dân minh                    |
| I                                                    | Lưu Thiếu Kỳ (1898-1969)                             | 9/1954                                               | 4/1959                                               | Phó Chủ tịch Trung ương Đảng Cộng sản Trung Quốc     | Bành Chân (1902-1997)                                | 9/1954                                               | 4/1959                                               | Ủy viên Bộ chính trị; Bí thư Trung ương Đảng; Tổng Thư ký Nhân Đại Toàn quốc Trung Quốc; Phó Chủ tịch Ủy ban Toàn quốc Hội nghị Hiệp thương Chính trị Nhân dân Trung Hoa; Bí thư Thành ủy Bắc Kinh; Thị trưởng Ủy ban Nhân dân Thành phố Bắc Kinh |                                                      |
| I                                                    | Lưu Thiếu Kỳ (1898-1969)                             | 9/1954                                               | 4/1959                                               | Phó Chủ tịch Trung ương Đảng Cộng sản Trung Quốc     | Lý Duy Hán (1896-1984)                               | 9/1954                                               | 4/1959                                               | Ủy viên Trung ương Đảng; Trưởng ban Ban Công tác Mặt trận Thống nhất Trung ương Đảng; Phó Chủ tịch Ủy ban Toàn quốc Hội nghị Hiệp thương Chính trị Nhân dân Trung Hoa                                                                             |                                                      |
| I                                                    | Lưu Thiếu Kỳ (1898-1969)                             | 9/1954                                               | 4/1959                                               | Phó Chủ tịch Trung ương Đảng Cộng sản Trung Quốc     | Trần Thúc Thông (1876–1966)                          | 9/1954                                               | 4/1959                                               | Phó Chủ tịch Ủy ban Toàn quốc Hội nghị Hiệp thương Chính trị Nhân dân Trung Hoa; Chủ tịch Hội liên hiệp Công thương nghiệp Toàn quốc Trung Hoa |                                                      |
| I                                                    | Lưu Thiếu Kỳ (1898-1969)                             | 9/1954                                               | 4/1959                                               | Phó Chủ tịch Trung ương Đảng Cộng sản Trung Quốc     | Tenzin Gyatso (1935-)                                | 9/1954                                               | 4/1959                                               | Chủ nhiệm Ủy ban trù bị Khu tự trị Tây Tạng |                                                      |
| I                                                    | Lưu Thiếu Kỳ (1898-1969)                             | 9/1954                                               | 4/1959                                               | Phó Chủ tịch Trung ương Đảng Cộng sản Trung Quốc     | Saifuddin Azizi (1915–2003)                          | 9/1954                                               | 4/1959                                               | Chủ tịch Ủy ban Nhân dân Khu tự trị Duy Ngô Nhĩ Tân Cương | Đảng Cộng sản                                        |
| I                                                    | Lưu Thiếu Kỳ (1898-1969)                             | 9/1954                                               | 4/1959                                               | Phó Chủ tịch Trung ương Đảng Cộng sản Trung Quốc     | Trình Tiềm (1882–1968)                               | 2/1958                                               | 4/1959                                               | Tỉnh trưởng Ủy ban Nhân dân tỉnh Hồ Nam | Bầu bổ sung; Quốc dân Đảng                           |

### Khóa II
| Ủy ban Thường vụ Đại hội Đại biểu Nhân dân Toàn quốc | Ủy ban Thường vụ Đại hội Đại biểu Nhân dân Toàn quốc | Ủy ban Thường vụ Đại hội Đại biểu Nhân dân Toàn quốc | Ủy ban Thường vụ Đại hội Đại biểu Nhân dân Toàn quốc | Ủy ban Thường vụ Đại hội Đại biểu Nhân dân Toàn quốc | Ủy ban Thường vụ Đại hội Đại biểu Nhân dân Toàn quốc | Ủy ban Thường vụ Đại hội Đại biểu Nhân dân Toàn quốc | Ủy ban Thường vụ Đại hội Đại biểu Nhân dân Toàn quốc | Ủy ban Thường vụ Đại hội Đại biểu Nhân dân Toàn quốc | Ủy ban Thường vụ Đại hội Đại biểu Nhân dân Toàn quốc |
| Khóa                                                 | Ủy viên trưởng                                       | Nhiệm kỳ                                             | Nhiệm kỳ                                             | Chức vụ kiêm nhiệm                                   | Phó Ủy viên trưởng                                   | Nhiệm kỳ                                             | Nhiệm kỳ                                             | Chức vụ kiêm nhiệm | Ghi chú                                              |
| Khóa                                                 | Ủy viên trưởng                                       | Bổ nhiệm                                             | Miễn nhiệm                                           | Chức vụ kiêm nhiệm                                   | Phó Ủy viên trưởng                                   | Bổ nhiệm                                             | Miễn nhiệm                                           | Chức vụ kiêm nhiệm | Ghi chú                                              |
| ---------------------------------------------------- | ---------------------------------------------------- | ---------------------------------------------------- | ---------------------------------------------------- | ---------------------------------------------------- | ---------------------------------------------------- | ---------------------------------------------------- | ---------------------------------------------------- | --- | ---------------------------------------------------- |
| II                                                   | Chu Đức (1886-1976)                                  | 4/1954                                               | 1/1965                                               | Phó Chủ tịch Trung ương Đảng Cộng sản Trung Quốc     | Lâm Bá Cừ (1886–1960)                                | 4/1959                                               | 5/1960                                               | Ủy viên Bộ chính trị; Phó ủy viên trưởng thứ nhất | Mất khi đang tại nhiệm                               |
| II                                                   | Chu Đức (1886-1976)                                  | 4/1954                                               | 1/1965                                               | Phó Chủ tịch Trung ương Đảng Cộng sản Trung Quốc     | Lý Tế Thâm (1885–1959)                               | 4/1959                                               | 10/1959                                              | Phó Chủ tịch Ủy ban Toàn quốc Hội nghị Hiệp thương Chính trị Nhân dân Trung Hoa | Mất khi đang tại nhiệm; Dân Cách; Trí công Đảng      |
| II                                                   | Chu Đức (1886-1976)                                  | 4/1954                                               | 1/1965                                               | Phó Chủ tịch Trung ương Đảng Cộng sản Trung Quốc     | Nguyên soái La Vinh Hoàn (1902-1963)                 | 4/1959                                               | 12/1963                                              | Ủy viên Bộ chính trị; Phó chủ tịch Ủy ban Quốc phòng Cộng hòa Nhân dân Trung Hoa; Chủ nhiệm Tổng cục Chính trị Quân Giải phóng Nhân dân | Mất khi đang tại nhiệm                               |
| II                                                   | Chu Đức (1886-1976)                                  | 4/1954                                               | 1/1965                                               | Phó Chủ tịch Trung ương Đảng Cộng sản Trung Quốc     | Trầm Quân Nho (1875–1963)                            | 4/1959                                               | 6/1963                                               | Phó Chủ tịch Ủy ban Toàn quốc Hội nghị Hiệp thương Chính trị Nhân dân Trung Hoa; Chủ tịch Dân Minh | Mất khi đang tại nhiệm; Đồng minh Hội; Dân minh      |
| II                                                   | Chu Đức (1886-1976)                                  | 4/1954                                               | 1/1965                                               | Phó Chủ tịch Trung ương Đảng Cộng sản Trung Quốc     | Quách Mạt Nhược (1892-1978)                          | 4/1959                                               | 1/1965                                               | Chủ tịch Hội liên hiệp giới văn học nghệ thuật Trung Quốc; Viện trưởng Viện Khoa học Trung Quốc; Hiệu trưởng Đại học Khoa học Kỹ thuật Trung Quốc                                                                                                 | Đảng Cộng sản                                        |
| II                                                   | Chu Đức (1886-1976)                                  | 4/1954                                               | 1/1965                                               | Phó Chủ tịch Trung ương Đảng Cộng sản Trung Quốc     | Hoành Viêm Bối (1878-1965)                           | 4/1959                                               | 1/1965                                               | Phó Chủ tịch Ủy ban Toàn quốc Hội nghị Hiệp thương Chính trị Nhân dân Trung Hoa | Đồng minh Hội; Dân Kiến; Dân minh                    |
| II                                                   | Chu Đức (1886-1976)                                  | 4/1954                                               | 1/1965                                               | Phó Chủ tịch Trung ương Đảng Cộng sản Trung Quốc     | Bành Chân (1902-1997)                                | 4/1959                                               | 1/1965                                               | Ủy viên Bộ chính trị; Bí thư Trung ương Đảng; Tổng Thư ký Nhân Đại Toàn quốc Trung Quốc; Phó Chủ tịch Ủy ban Toàn quốc Hội nghị Hiệp thương Chính trị Nhân dân Trung Hoa; Bí thư Thành ủy Bắc Kinh; Thị trưởng Ủy ban Nhân dân Thành phố Bắc Kinh |                                                      |
| II                                                   | Chu Đức (1886-1976)                                  | 4/1954                                               | 1/1965                                               | Phó Chủ tịch Trung ương Đảng Cộng sản Trung Quốc     | Lý Duy Hán (1896-1984)                               | 4/1959                                               | 1/1965                                               | Ủy viên Trung ương Đảng; Trưởng ban Ban Công tác Mặt trận Thống nhất Trung ương Đảng; Phó Chủ tịch Ủy ban Toàn quốc Hội nghị Hiệp thương Chính trị Nhân dân Trung Hoa                                                                             |                                                      |
| II                                                   | Chu Đức (1886-1976)                                  | 4/1954                                               | 1/1965                                               | Phó Chủ tịch Trung ương Đảng Cộng sản Trung Quốc     | Trần Thúc Thông (1876–1966)                          | 4/1959                                               | 1/1965                                               | Phó Chủ tịch Ủy ban Toàn quốc Hội nghị Hiệp thương Chính trị Nhân dân Trung Hoa; Chủ tịch Hội liên hiệp Công thương nghiệp Toàn quốc Trung Hoa | Không đảng phái                                      |
| II                                                   | Chu Đức (1886-1976)                                  | 4/1954                                               | 1/1965                                               | Phó Chủ tịch Trung ương Đảng Cộng sản Trung Quốc     | Tenzin Gyatso (1935-)                                | 4/1959                                               | 12/1959                                              | Chủ nhiệm Ủy ban trù bị Khu tự trị Tây Tạng | Xóa bỏ chức vụ năm 1959 sau khi lưu vong sang Ấn Độ  |
| II                                                   | Chu Đức (1886-1976)                                  | 4/1954                                               | 1/1965                                               | Phó Chủ tịch Trung ương Đảng Cộng sản Trung Quốc     | Saifuddin Azizi (1915–2003)                          | 4/1959                                               | 1/1965                                               | Chủ tịch Ủy ban Nhân dân Khu tự trị Duy Ngô Nhĩ Tân Cương | Đảng Cộng sản                                        |
| II                                                   | Chu Đức (1886-1976)                                  | 4/1954                                               | 1/1965                                               | Phó Chủ tịch Trung ương Đảng Cộng sản Trung Quốc     | Trình Tiềm (1882–1968)                               | 4/1959                                               | 1/1965                                               | Tỉnh trưởng Ủy ban Nhân dân tỉnh Hồ Nam | Quốc Dân Đảng                                        |
| II                                                   | Chu Đức (1886-1976)                                  | 4/1954                                               | 1/1965                                               | Phó Chủ tịch Trung ương Đảng Cộng sản Trung Quốc     | Choekyi Gyaltsen (1938–1989)                         | 4/1959                                               | 12/1964                                              | Chủ nhiệm Ủy ban trù bị Khu tự trị Tây Tạng | Xóa bỏ chức vụ năm 1964, sau đó khôi phục năm 1982   |
| II                                                   | Chu Đức (1886-1976)                                  | 4/1954                                               | 1/1965                                               | Phó Chủ tịch Trung ương Đảng Cộng sản Trung Quốc     | Hà Hương Ngưng (1878–1972)                           | 4/1959                                               | 1/1965                                               | Chủ tịch Ủy ban cách mạng Quốc dân đảng Trung Quốc |                                                      |
| II                                                   | Chu Đức (1886-1976)                                  | 4/1954                                               | 1/1965                                               | Phó Chủ tịch Trung ương Đảng Cộng sản Trung Quốc     | Nguyên soái Lưu Bá Thừa (1892–1986)                  | 4/1959                                               | 1/1965                                               | Phó Chủ tịch Ủy ban Quốc phòng Cộng hòa Nhân dân Trung Hoa |                                                      |
| II                                                   | Chu Đức (1886-1976)                                  | 4/1954                                               | 1/1965                                               | Phó Chủ tịch Trung ương Đảng Cộng sản Trung Quốc     | Lâm Phong (1906–1977)                                | 4/1959                                               | 1/1965                                               | Hiệu trưởng Trường Đảng cao cấp trực thuộc Trung ương Đảng |                                                      |

### Khóa III
| Ủy ban Thường vụ Đại hội Đại biểu Nhân dân Toàn quốc | Ủy ban Thường vụ Đại hội Đại biểu Nhân dân Toàn quốc | Ủy ban Thường vụ Đại hội Đại biểu Nhân dân Toàn quốc | Ủy ban Thường vụ Đại hội Đại biểu Nhân dân Toàn quốc | Ủy ban Thường vụ Đại hội Đại biểu Nhân dân Toàn quốc | Ủy ban Thường vụ Đại hội Đại biểu Nhân dân Toàn quốc | Ủy ban Thường vụ Đại hội Đại biểu Nhân dân Toàn quốc | Ủy ban Thường vụ Đại hội Đại biểu Nhân dân Toàn quốc | Ủy ban Thường vụ Đại hội Đại biểu Nhân dân Toàn quốc | Ủy ban Thường vụ Đại hội Đại biểu Nhân dân Toàn quốc |
| Khóa                                                 | Ủy viên trưởng                                       | Nhiệm kỳ                                             | Nhiệm kỳ                                             | Chức vụ kiêm nhiệm                                   | Phó Ủy viên trưởng                                   | Nhiệm kỳ                                             | Nhiệm kỳ                                             | Chức vụ kiêm nhiệm                                   | Ghi chú                                              |
| Khóa                                                 | Ủy viên trưởng                                       | Bổ nhiệm                                             | Miễn nhiệm                                           | Chức vụ kiêm nhiệm                                   | Phó Ủy viên trưởng                                   | Bổ nhiệm                                             | Miễn nhiệm                                           | Chức vụ kiêm nhiệm                                   | Ghi chú                                              |
| ---------------------------------------------------- | ---------------------------------------------------- | ---------------------------------------------------- | ---------------------------------------------------- | ---------------------------------------------------- | ---------------------------------------------------- | ---------------------------------------------------- | ---------------------------------------------------- | ---------------------------------------------------- | ---------------------------------------------------- |
| III                                                  | Chu Đức (1886-1976)                                  | 1/1965                                               | 1/1975                                               | Phó Chủ tịch Trung ương Đảng Cộng sản Trung Quốc     | Bành Chân (1902-1997)                                | 1/1965                                               | 1/1975                                               | Phó ủy viên trưởng thứ nhất                          |                                                      |
| III                                                  | Chu Đức (1886-1976)                                  | 1/1965                                               | 1/1975                                               | Phó Chủ tịch Trung ương Đảng Cộng sản Trung Quốc     | Lưu Bá Thừa (1892–1986)                              | 1/1965                                               | 1/1975                                               |                                                      |                                                      |
| III                                                  | Chu Đức (1886-1976)                                  | 1/1965                                               | 1/1975                                               | Phó Chủ tịch Trung ương Đảng Cộng sản Trung Quốc     | Lý Tỉnh Tuyền (1908–1989)                            | 1/1965                                               | 1/1975                                               |                                                      |                                                      |
| III                                                  | Chu Đức (1886-1976)                                  | 1/1965                                               | 1/1975                                               | Phó Chủ tịch Trung ương Đảng Cộng sản Trung Quốc     | Khang Sinh (1898–1975)                               | 1/1965                                               | 1/1975                                               |                                                      |                                                      |
| III                                                  | Chu Đức (1886-1976)                                  | 1/1965                                               | 1/1975                                               | Phó Chủ tịch Trung ương Đảng Cộng sản Trung Quốc     | Quách Mạt Nhược (1892-1978)                          | 1/1965                                               | 1/1975                                               |                                                      |                                                      |
| III                                                  | Chu Đức (1886-1976)                                  | 1/1965                                               | 1/1975                                               | Phó Chủ tịch Trung ương Đảng Cộng sản Trung Quốc     | Hà Hương Ngưng (1878–1972)                           | 1/1965                                               | 9/1972                                               |                                                      | nữ Mất khi đang tại nhiệm                            |
| III                                                  | Chu Đức (1886-1976)                                  | 1/1965                                               | 1/1975                                               | Phó Chủ tịch Trung ương Đảng Cộng sản Trung Quốc     | Hoành Viêm Bối (1878-1965)                           | 1/1965                                               | 12/1965                                              |                                                      | Mất khi đang tại nhiệm                               |
| III                                                  | Chu Đức (1886-1976)                                  | 1/1965                                               | 1/1975                                               | Phó Chủ tịch Trung ương Đảng Cộng sản Trung Quốc     | Trần Thúc Thông (1876–1966)                          | 1/1965                                               | 2/1966                                               |                                                      | Mất khi đang tại nhiệm                               |
| III                                                  | Chu Đức (1886-1976)                                  | 1/1965                                               | 1/1975                                               | Phó Chủ tịch Trung ương Đảng Cộng sản Trung Quốc     | Lý Tuyết Phong (1907–2003)                           | 1/1965                                               | 1/1975                                               |                                                      |                                                      |
| III                                                  | Chu Đức (1886-1976)                                  | 1/1965                                               | 1/1975                                               | Phó Chủ tịch Trung ương Đảng Cộng sản Trung Quốc     | Từ Hướng Tiền (1901–1990)                            | 1/1965                                               | 1/1975                                               |                                                      |                                                      |
| III                                                  | Chu Đức (1886-1976)                                  | 1/1965                                               | 1/1975                                               | Phó Chủ tịch Trung ương Đảng Cộng sản Trung Quốc     | Dương Minh Hiên (1891-1967)                          | 1/1965                                               | 8/1967                                               |                                                      | Mất khi đang tại nhiệm                               |
| III                                                  | Chu Đức (1886-1976)                                  | 1/1965                                               | 1/1975                                               | Phó Chủ tịch Trung ương Đảng Cộng sản Trung Quốc     | Trình Tiềm (1882–1968)                               | 1/1965                                               | 4/1968                                               |                                                      | Mất khi đang tại nhiệm                               |
| III                                                  | Chu Đức (1886-1976)                                  | 1/1965                                               | 1/1975                                               | Phó Chủ tịch Trung ương Đảng Cộng sản Trung Quốc     | Lâm Phong (1906–1977)                                | 1/1965                                               | 1/1975                                               |                                                      |                                                      |
| III                                                  | Chu Đức (1886-1976)                                  | 1/1965                                               | 1/1975                                               | Phó Chủ tịch Trung ương Đảng Cộng sản Trung Quốc     | Lưu Ninh Nhất (1907–1994)                            | 1/1965                                               | 1/1975                                               | Tổng Thư ký Nhân Đại                                 |                                                      |
| III                                                  | Chu Đức (1886-1976)                                  | 1/1965                                               | 1/1975                                               | Phó Chủ tịch Trung ương Đảng Cộng sản Trung Quốc     | Trương Trị Trung (1890–1969)                         | 1/1965                                               | 4/1969                                               |                                                      | Mất khi đang tại nhiệm                               |
| III                                                  | Chu Đức (1886-1976)                                  | 1/1965                                               | 1/1975                                               | Phó Chủ tịch Trung ương Đảng Cộng sản Trung Quốc     | Saifuddin Azizi (1915–2003)                          | 1/1965                                               | 1/1975                                               |                                                      | Người Duy Ngôn Nhĩ                                   |
| III                                                  | Chu Đức (1886-1976)                                  | 1/1965                                               | 1/1975                                               | Phó Chủ tịch Trung ương Đảng Cộng sản Trung Quốc     | Ngapoi Ngawang Jigme (1910–2009)                     | 1/1965                                               | 1/1975                                               |                                                      | Người Tây Tạng                                       |
| III                                                  | Chu Đức (1886-1976)                                  | 1/1965                                               | 1/1975                                               | Phó Chủ tịch Trung ương Đảng Cộng sản Trung Quốc     | Chu Kiến Nhân (1888–1984)                            | 1/1965                                               | 1/1975                                               |                                                      |                                                      |

### Khóa IV
| Ủy ban Thường vụ Đại hội Đại biểu Nhân dân Toàn quốc | Ủy ban Thường vụ Đại hội Đại biểu Nhân dân Toàn quốc | Ủy ban Thường vụ Đại hội Đại biểu Nhân dân Toàn quốc | Ủy ban Thường vụ Đại hội Đại biểu Nhân dân Toàn quốc | Ủy ban Thường vụ Đại hội Đại biểu Nhân dân Toàn quốc | Ủy ban Thường vụ Đại hội Đại biểu Nhân dân Toàn quốc      | Ủy ban Thường vụ Đại hội Đại biểu Nhân dân Toàn quốc | Ủy ban Thường vụ Đại hội Đại biểu Nhân dân Toàn quốc | Ủy ban Thường vụ Đại hội Đại biểu Nhân dân Toàn quốc | Ủy ban Thường vụ Đại hội Đại biểu Nhân dân Toàn quốc |
| Khóa                                                 | Ủy viên trưởng                                       | Nhiệm kỳ                                             | Nhiệm kỳ                                             | Chức vụ kiêm nhiệm                                   | Phó Ủy viên trưởng                                        | Nhiệm kỳ                                             | Nhiệm kỳ                                             | Chức vụ kiêm nhiệm                                   | Ghi chú                                              |
| Khóa                                                 | Ủy viên trưởng                                       | Bổ nhiệm                                             | Miễn nhiệm                                           | Chức vụ kiêm nhiệm                                   | Phó Ủy viên trưởng                                        | Bổ nhiệm                                             | Miễn nhiệm                                           | Chức vụ kiêm nhiệm                                   | Ghi chú                                              |
| ---------------------------------------------------- | ---------------------------------------------------- | ---------------------------------------------------- | ---------------------------------------------------- | ---------------------------------------------------- | --------------------------------------------------------- | ---------------------------------------------------- | ---------------------------------------------------- | ---------------------------------------------------- | ---------------------------------------------------- |
| IV                                                   | Chu Đức (1886-1976)                                  | 1/1975                                               | 7/1976                                               | Phó Chủ tịch Trung ương Đảng Cộng sản Trung Quốc     | Đổng Tất Võ (1886–1975)                                   | 1/1975                                               | 4/1975                                               | Phó ủy viên trưởng thứ nhất                          | Mất khi đang tại nhiệm                               |
| IV                                                   | Chu Đức (1886-1976)                                  | 1/1975                                               | 7/1976                                               | Phó Chủ tịch Trung ương Đảng Cộng sản Trung Quốc     | Tống Khánh Linh (1893–1981)                               | 1/1975                                               | 3/1978                                               |                                                      | Quyền Ủy viên trưởng từ 7/1976                       |
| IV                                                   | Chu Đức (1886-1976)                                  | 1/1975                                               | 7/1976                                               | Phó Chủ tịch Trung ương Đảng Cộng sản Trung Quốc     | Khang Sinh (1898–1975)                                    | 1/1975                                               | 12/1975                                              |                                                      | Mất khi đang tại nhiệm                               |
| IV                                                   | Chu Đức (1886-1976)                                  | 1/1975                                               | 7/1976                                               | Phó Chủ tịch Trung ương Đảng Cộng sản Trung Quốc     | Lưu Bá Thừa (1892–1986)                                   | 1/1975                                               | 3/1978                                               |                                                      |                                                      |
| IV                                                   | Chu Đức (1886-1976)                                  | 1/1975                                               | 7/1976                                               | Phó Chủ tịch Trung ương Đảng Cộng sản Trung Quốc     | Ngô Đức (1913–1995)                                       | 1/1975                                               | 3/1978                                               |                                                      |                                                      |
| IV                                                   | Chu Đức (1886-1976)                                  | 1/1975                                               | 7/1976                                               | Phó Chủ tịch Trung ương Đảng Cộng sản Trung Quốc     | Vi Quốc Thanh (1913–1989)                                 | 1/1975                                               | 3/1978                                               |                                                      |                                                      |
| IV                                                   | Chu Đức (1886-1976)                                  | 1/1975                                               | 7/1976                                               | Phó Chủ tịch Trung ương Đảng Cộng sản Trung Quốc     | Saifuddin Azizi (1915–2003)                               | 1/1975                                               | 3/1978                                               |                                                      |                                                      |
| IV                                                   | Chu Đức (1886-1976)                                  | 1/1975                                               | 7/1976                                               | Phó Chủ tịch Trung ương Đảng Cộng sản Trung Quốc     | Quách Mạt Nhược (1892-1978)                               | 1/1975                                               | 3/1978                                               |                                                      |                                                      |
| IV                                                   | Chu Đức (1886-1976)                                  | 1/1975                                               | 7/1976                                               | Phó Chủ tịch Trung ương Đảng Cộng sản Trung Quốc     | Từ Hướng Tiền (1901–1990)                                 | 1/1975                                               | 3/1978                                               |                                                      |                                                      |
| IV                                                   | Chu Đức (1886-1976)                                  | 1/1975                                               | 7/1976                                               | Phó Chủ tịch Trung ương Đảng Cộng sản Trung Quốc     | Nhiếp Vinh Trăn (1899–1992)                               | 1/1975                                               | 3/1978                                               |                                                      |                                                      |
| IV                                                   | Chu Đức (1886-1976)                                  | 1/1975                                               | 7/1976                                               | Phó Chủ tịch Trung ương Đảng Cộng sản Trung Quốc     | Trần Vân (1908–1983)                                      | 1/1975                                               | 3/1978                                               |                                                      |                                                      |
| IV                                                   | Chu Đức (1886-1976)                                  | 1/1975                                               | 7/1976                                               | Phó Chủ tịch Trung ương Đảng Cộng sản Trung Quốc     | Đàm Chấn Lâm (1902–1983)                                  | 1/1975                                               | 3/1978                                               |                                                      |                                                      |
| IV                                                   | Tống Khánh Linh (1893–1981)                          | 7/1976                                               | 3/1978                                               | Quyền Ủy viên trưởng Nhân Đại Toàn quốc              | Đàm Chấn Lâm (1902–1983)                                  | 1/1975                                               | 3/1978                                               |                                                      |                                                      |
| IV                                                   | Tống Khánh Linh (1893–1981)                          | 7/1976                                               | 3/1978                                               | Quyền Ủy viên trưởng Nhân Đại Toàn quốc              | Lý Tỉnh Tuyền (1908–1989)                                 | 1/1975                                               | 3/1978                                               |                                                      |                                                      |
| IV                                                   | Tống Khánh Linh (1893–1981)                          | 7/1976                                               | 3/1978                                               | Quyền Ủy viên trưởng Nhân Đại Toàn quốc              | Trương Đỉnh Thừa (1889–1981)                              | 1/1975                                               | 3/1978                                               |                                                      |                                                      |
| IV                                                   | Tống Khánh Linh (1893–1981)                          | 7/1976                                               | 3/1978                                               | Quyền Ủy viên trưởng Nhân Đại Toàn quốc              | Thái Sướng (1900–1990)                                    | 1/1975                                               | 3/1978                                               |                                                      |                                                      |
| IV                                                   | Tống Khánh Linh (1893–1981)                          | 7/1976                                               | 3/1978                                               | Quyền Ủy viên trưởng Nhân Đại Toàn quốc              | Ô Lan Phu (1906–1988)                                     | 1/1975                                               | 3/1978                                               |                                                      |                                                      |
| IV                                                   | Tống Khánh Linh (1893–1981)                          | 7/1976                                               | 3/1978                                               | Quyền Ủy viên trưởng Nhân Đại Toàn quốc              | Ngapoi Ngawang Jigme (1910–2009)                          | 1/1975                                               | 3/1978                                               |                                                      | Người Tây Tạng                                       |
| IV                                                   | Tống Khánh Linh (1893–1981)                          | 7/1976                                               | 3/1978                                               | Quyền Ủy viên trưởng Nhân Đại Toàn quốc              | Chu Kiến Nhân (1888–1984)                                 | 1/1975                                               | 3/1978                                               |                                                      |                                                      |
| IV                                                   | Tống Khánh Linh (1893–1981)                          | 7/1976                                               | 3/1978                                               | Quyền Ủy viên trưởng Nhân Đại Toàn quốc              | Hứa Đức Hành (1890–1990)                                  | 1/1975                                               | 3/1978                                               |                                                      |                                                      |
| IV                                                   | Tống Khánh Linh (1893–1981)                          | 7/1976                                               | 3/1978                                               | Quyền Ủy viên trưởng Nhân Đại Toàn quốc              | Hồ Quyết Văn (1895–1989)                                  | 1/1975                                               | 3/1978                                               |                                                      |                                                      |
| IV                                                   | Tống Khánh Linh (1893–1981)                          | 7/1976                                               | 3/1978                                               | Quyền Ủy viên trưởng Nhân Đại Toàn quốc              | Lý Tố Văn (1935-)                                         | 1/1975                                               | 3/1978                                               |                                                      |                                                      |
| IV                                                   | Tống Khánh Linh (1893–1981)                          | 7/1976                                               | 3/1978                                               | Quyền Ủy viên trưởng Nhân Đại Toàn quốc              | Diêu Liêu Úy (1935–2012)                                  | 1/1975                                               | 3/1978                                               |                                                      |                                                      |
| IV                                                   | Tống Khánh Linh (1893–1981)                          | 7/1976                                               | 3/1978                                               | Quyền Ủy viên trưởng Nhân Đại Toàn quốc              | Tập tin:Deng Yingchao1.jpg · Đặng Dĩnh Siêu · (1904–1994) | 12/1975                                              | 3/1978                                               |                                                      | Bầu bổ sung tại Hội nghị lần thứ 3                   |

### Khóa V
| Ủy ban Thường vụ Đại hội Đại biểu Nhân dân Toàn quốc | Ủy ban Thường vụ Đại hội Đại biểu Nhân dân Toàn quốc | Ủy ban Thường vụ Đại hội Đại biểu Nhân dân Toàn quốc | Ủy ban Thường vụ Đại hội Đại biểu Nhân dân Toàn quốc | Ủy ban Thường vụ Đại hội Đại biểu Nhân dân Toàn quốc | Ủy ban Thường vụ Đại hội Đại biểu Nhân dân Toàn quốc      | Ủy ban Thường vụ Đại hội Đại biểu Nhân dân Toàn quốc | Ủy ban Thường vụ Đại hội Đại biểu Nhân dân Toàn quốc | Ủy ban Thường vụ Đại hội Đại biểu Nhân dân Toàn quốc | Ủy ban Thường vụ Đại hội Đại biểu Nhân dân Toàn quốc             |
| Khóa                                                 | Ủy viên trưởng                                       | Nhiệm kỳ                                             | Nhiệm kỳ                                             | Chức vụ kiêm nhiệm                                   | Phó Ủy viên trưởng                                        | Nhiệm kỳ                                             | Nhiệm kỳ                                             | Chức vụ kiêm nhiệm                                   | Ghi chú                                                          |
| Khóa                                                 | Ủy viên trưởng                                       | Bổ nhiệm                                             | Miễn nhiệm                                           | Chức vụ kiêm nhiệm                                   | Phó Ủy viên trưởng                                        | Bổ nhiệm                                             | Miễn nhiệm                                           | Chức vụ kiêm nhiệm                                   | Ghi chú                                                          |
| ---------------------------------------------------- | ---------------------------------------------------- | ---------------------------------------------------- | ---------------------------------------------------- | ---------------------------------------------------- | --------------------------------------------------------- | ---------------------------------------------------- | ---------------------------------------------------- | ---------------------------------------------------- | ---------------------------------------------------------------- |
| V                                                    | Diệp Kiếm Anh (1897-1986)                            | 3/1978                                               | 6/1983                                               | Phó Chủ tịch Trung ương Đảng Cộng sản Trung Quốc     | Tống Khánh Linh (1893–1981)                               | 3/1978                                               | 5/1981                                               | Phó ủy viên trưởng thứ nhất                          | nữ, Dân cách Mất khi đang tại nhiệm                              |
| V                                                    | Diệp Kiếm Anh (1897-1986)                            | 3/1978                                               | 6/1983                                               | Phó Chủ tịch Trung ương Đảng Cộng sản Trung Quốc     | Nhiếp Vinh Trăn (1899–1992)                               | 3/1978                                               | 9/1980                                               |                                                      | Từ chức                                                          |
| V                                                    | Diệp Kiếm Anh (1897-1986)                            | 3/1978                                               | 6/1983                                               | Phó Chủ tịch Trung ương Đảng Cộng sản Trung Quốc     | Lưu Bá Thừa (1892–1986)                                   | 3/1978                                               | 9/1980                                               |                                                      | Từ chức                                                          |
| V                                                    | Diệp Kiếm Anh (1897-1986)                            | 3/1978                                               | 6/1983                                               | Phó Chủ tịch Trung ương Đảng Cộng sản Trung Quốc     | Ô Lan Phu (1906–1988)                                     | 3/1978                                               | 6/1983                                               |                                                      |                                                                  |
| V                                                    | Diệp Kiếm Anh (1897-1986)                            | 3/1978                                               | 6/1983                                               | Phó Chủ tịch Trung ương Đảng Cộng sản Trung Quốc     | Ngô Đức (1913–1995)                                       | 3/1978                                               | 4/1980                                               |                                                      | Từ chức                                                          |
| V                                                    | Diệp Kiếm Anh (1897-1986)                            | 3/1978                                               | 6/1983                                               | Phó Chủ tịch Trung ương Đảng Cộng sản Trung Quốc     | Vi Quốc Thanh (1913–1989)                                 | 3/1978                                               | 6/1983                                               |                                                      |                                                                  |
| V                                                    | Diệp Kiếm Anh (1897-1986)                            | 3/1978                                               | 6/1983                                               | Phó Chủ tịch Trung ương Đảng Cộng sản Trung Quốc     | Trần Vân (1908–1983)                                      | 3/1978                                               | 6/1983                                               |                                                      |                                                                  |
| V                                                    | Diệp Kiếm Anh (1897-1986)                            | 3/1978                                               | 6/1983                                               | Phó Chủ tịch Trung ương Đảng Cộng sản Trung Quốc     | Quách Mạt Nhược (1892-1978)                               | 3/1978                                               | 6/1978                                               |                                                      | Mất khi đang tại nhiệm                                           |
| V                                                    | Diệp Kiếm Anh (1897-1986)                            | 3/1978                                               | 6/1983                                               | Phó Chủ tịch Trung ương Đảng Cộng sản Trung Quốc     | Đàm Chấn Lâm (1902–1983)                                  | 3/1978                                               | 6/1983                                               |                                                      |                                                                  |
| V                                                    | Diệp Kiếm Anh (1897-1986)                            | 3/1978                                               | 6/1983                                               | Phó Chủ tịch Trung ương Đảng Cộng sản Trung Quốc     | Lý Tỉnh Tuyền (1908–1989)                                 | 3/1978                                               | 6/1983                                               |                                                      |                                                                  |
| V                                                    | Diệp Kiếm Anh (1897-1986)                            | 3/1978                                               | 6/1983                                               | Phó Chủ tịch Trung ương Đảng Cộng sản Trung Quốc     | Trương Đỉnh Thừa (1889–1981)                              | 3/1978                                               | 9/1980                                               |                                                      | Từ chức                                                          |
| V                                                    | Diệp Kiếm Anh (1897-1986)                            | 3/1978                                               | 6/1983                                               | Phó Chủ tịch Trung ương Đảng Cộng sản Trung Quốc     | Thái Sướng (1900–1990)                                    | 3/1978                                               | 9/1980                                               |                                                      | Từ chức                                                          |
| V                                                    | Diệp Kiếm Anh (1897-1986)                            | 3/1978                                               | 6/1983                                               | Phó Chủ tịch Trung ương Đảng Cộng sản Trung Quốc     | Tập tin:Deng Yingchao1.jpg · Đặng Dĩnh Siêu · (1904–1994) | 13/1978                                              | 6/1983                                               |                                                      |                                                                  |
| V                                                    | Diệp Kiếm Anh (1897-1986)                            | 3/1978                                               | 6/1983                                               | Phó Chủ tịch Trung ương Đảng Cộng sản Trung Quốc     | Saifuddin Azizi (1915–2003)                               | 3/1978                                               | 6/1983                                               |                                                      |                                                                  |
| V                                                    | Diệp Kiếm Anh (1897-1986)                            | 3/1978                                               | 6/1983                                               | Phó Chủ tịch Trung ương Đảng Cộng sản Trung Quốc     | Liệu Thừa Chí (1908–1983)                                 | 3/1978                                               | 6/1983                                               |                                                      |                                                                  |
| V                                                    | Diệp Kiếm Anh (1897-1986)                            | 3/1978                                               | 6/1983                                               | Phó Chủ tịch Trung ương Đảng Cộng sản Trung Quốc     | Cơ Bằng Phi (1910–2000)                                   | 3/1978                                               | 6/1983                                               |                                                      |                                                                  |
| V                                                    | Diệp Kiếm Anh (1897-1986)                            | 3/1978                                               | 6/1983                                               | Phó Chủ tịch Trung ương Đảng Cộng sản Trung Quốc     | Ngapoi Ngawang Jigme (1910–2009)                          | 3/1978                                               | 6/1983                                               |                                                      | Người Tây Tạng                                                   |
| V                                                    | Diệp Kiếm Anh (1897-1986)                            | 3/1978                                               | 6/1983                                               | Phó Chủ tịch Trung ương Đảng Cộng sản Trung Quốc     | Chu Kiến Nhân (1888–1984)                                 | 3/1978                                               | 9/1980                                               |                                                      | Từ chức                                                          |
| V                                                    | Diệp Kiếm Anh (1897-1986)                            | 3/1978                                               | 6/1983                                               | Phó Chủ tịch Trung ương Đảng Cộng sản Trung Quốc     | Hứa Đức Hành (1890–1990)                                  | 3/1978                                               | 6/1983                                               |                                                      |                                                                  |
| V                                                    | Diệp Kiếm Anh (1897-1986)                            | 3/1978                                               | 6/1983                                               | Phó Chủ tịch Trung ương Đảng Cộng sản Trung Quốc     | Hồ Quyết Văn (1895–1989)                                  | 3/1978                                               | 6/1983                                               |                                                      |                                                                  |
| V                                                    | Diệp Kiếm Anh (1897-1986)                            | 3/1978                                               | 6/1983                                               | Phó Chủ tịch Trung ương Đảng Cộng sản Trung Quốc     | Bành Chân (1902-1997)                                     | 7/1979                                               | 6/1983                                               | Tổng Thư ký Nhân Đại Toàn quốc (7/1979-9/1980)       | Bầu bổ sung tại Hội nghị thứ 2 (1/7/1979)                        |
| V                                                    | Diệp Kiếm Anh (1897-1986)                            | 3/1978                                               | 6/1983                                               | Phó Chủ tịch Trung ương Đảng Cộng sản Trung Quốc     | Tiêu Kính Quang (1903–1989)                               | 7/1979                                               | 6/1983                                               |                                                      | Bầu bổ sung tại Hội nghị thứ 2 (1/7/1979)                        |
| V                                                    | Diệp Kiếm Anh (1897-1986)                            | 3/1978                                               | 6/1983                                               | Phó Chủ tịch Trung ương Đảng Cộng sản Trung Quốc     | Chu Uẩn Sơn (1887–1981)                                   | 7/1979                                               | 4/1981                                               |                                                      | Bầu bổ sung tại Hội nghị thứ 2 (1/7/1979) Mất khi đang tại nhiệm |
| V                                                    | Diệp Kiếm Anh (1897-1986)                            | 3/1978                                               | 6/1983                                               | Phó Chủ tịch Trung ương Đảng Cộng sản Trung Quốc     | Sử Lương (1900–1985)                                      | 7/1979                                               | 6/1983                                               |                                                      | Bầu bổ sung tại Hội nghị thứ 2 (1/7/1979)                        |
| V                                                    | Diệp Kiếm Anh (1897-1986)                            | 3/1978                                               | 6/1983                                               | Phó Chủ tịch Trung ương Đảng Cộng sản Trung Quốc     | Bành Trùng (1915–2010)                                    | 9/1980                                               | 6/1983                                               |                                                      | Bầu bổ sung tại Hội nghị thứ 3 (10/9/1980)                       |
| V                                                    | Diệp Kiếm Anh (1897-1986)                            | 3/1978                                               | 6/1983                                               | Phó Chủ tịch Trung ương Đảng Cộng sản Trung Quốc     | Tập Trọng Huân (1913–2002)                                | 9/1980                                               | 6/1983                                               |                                                      | Bầu bổ sung tại Hội nghị thứ 3 (10/9/1980)                       |
| V                                                    | Diệp Kiếm Anh (1897-1986)                            | 3/1978                                               | 6/1983                                               | Phó Chủ tịch Trung ương Đảng Cộng sản Trung Quốc     | Túc Dụ (1907–1984)                                        | 9/1980                                               | 6/1983                                               |                                                      | Bầu bổ sung tại Hội nghị thứ 3 (10/9/1980)                       |
| V                                                    | Diệp Kiếm Anh (1897-1986)                            | 3/1978                                               | 6/1983                                               | Phó Chủ tịch Trung ương Đảng Cộng sản Trung Quốc     | Dương Thượng Côn (1907–1998)                              | 9/1980                                               | 6/1983                                               | Tổng Thư ký Nhân Đại Toàn quốc (9/1980-6/1983)       | Bầu bổ sung tại Hội nghị thứ 3 (10/9/1980)                       |
| V                                                    | Diệp Kiếm Anh (1897-1986)                            | 3/1978                                               | 6/1983                                               | Phó Chủ tịch Trung ương Đảng Cộng sản Trung Quốc     | Choekyi Gyaltsen (1938–1989)                              | 9/1980                                               | 6/1983                                               |                                                      | Bầu bổ sung tại Hội nghị thứ 3 (10/9/1980)                       |
| V                                                    | Diệp Kiếm Anh (1897-1986)                            | 3/1978                                               | 6/1983                                               | Phó Chủ tịch Trung ương Đảng Cộng sản Trung Quốc     | Chu Học Phạm (1905–1996)                                  | 12/1981                                              | 6/1983                                               |                                                      | Bầu bổ sung tại Hội nghị thứ 4 (13/12/1981)                      |

### Khóa VI
| Ủy ban Thường vụ Đại hội Đại biểu Nhân dân Toàn quốc | Ủy ban Thường vụ Đại hội Đại biểu Nhân dân Toàn quốc | Ủy ban Thường vụ Đại hội Đại biểu Nhân dân Toàn quốc | Ủy ban Thường vụ Đại hội Đại biểu Nhân dân Toàn quốc | Ủy ban Thường vụ Đại hội Đại biểu Nhân dân Toàn quốc | Ủy ban Thường vụ Đại hội Đại biểu Nhân dân Toàn quốc | Ủy ban Thường vụ Đại hội Đại biểu Nhân dân Toàn quốc | Ủy ban Thường vụ Đại hội Đại biểu Nhân dân Toàn quốc | Ủy ban Thường vụ Đại hội Đại biểu Nhân dân Toàn quốc                                   | Ủy ban Thường vụ Đại hội Đại biểu Nhân dân Toàn quốc |
| Khóa                                                 | Ủy viên trưởng                                       | Nhiệm kỳ                                             | Nhiệm kỳ                                             | Chức vụ kiêm nhiệm                                   | Phó Ủy viên trưởng                                   | Nhiệm kỳ                                             | Nhiệm kỳ                                             | Chức vụ kiêm nhiệm                                                                     | Ghi chú                                              |
| Khóa                                                 | Ủy viên trưởng                                       | Bổ nhiệm                                             | Miễn nhiệm                                           | Chức vụ kiêm nhiệm                                   | Phó Ủy viên trưởng                                   | Bổ nhiệm                                             | Miễn nhiệm                                           | Chức vụ kiêm nhiệm                                                                     | Ghi chú                                              |
| ---------------------------------------------------- | ---------------------------------------------------- | ---------------------------------------------------- | ---------------------------------------------------- | ---------------------------------------------------- | ---------------------------------------------------- | ---------------------------------------------------- | ---------------------------------------------------- | -------------------------------------------------------------------------------------- | ---------------------------------------------------- |
| VI                                                   | Bành Chân (1902-1997)                                | 6/1983                                               | 4/1988                                               | Ủy viên Thường vụ Bộ Chính trị                       | Trần Phi Hiển (1916–1995)                            | 6/1983                                               | 4/1988                                               | Bí thư Trung ương Đảng Bí thư Ủy ban Chính pháp Trung ương Phó Ủy viên trưởng thứ nhất |                                                      |
| VI                                                   | Bành Chân (1902-1997)                                | 6/1983                                               | 4/1988                                               | Ủy viên Thường vụ Bộ Chính trị                       | Vi Quốc Thanh (1913–1989)                            | 6/1983                                               | 4/1988                                               |                                                                                        | Người Tráng                                          |
| VI                                                   | Bành Chân (1902-1997)                                | 6/1983                                               | 4/1988                                               | Ủy viên Thường vụ Bộ Chính trị                       | Cảnh Biểu (1909–2000)                                | 6/1983                                               | 4/1988                                               |                                                                                        |                                                      |
| VI                                                   | Bành Chân (1902-1997)                                | 6/1983                                               | 4/1988                                               | Ủy viên Thường vụ Bộ Chính trị                       | Hồ Quyết Văn (1895–1989)                             | 6/1983                                               | 4/1988                                               |                                                                                        |                                                      |
| VI                                                   | Bành Chân (1902-1997)                                | 6/1983                                               | 4/1988                                               | Ủy viên Thường vụ Bộ Chính trị                       | Hứa Đức Hành (1890–1990)                             | 6/1983                                               | 4/1988                                               |                                                                                        |                                                      |
| VI                                                   | Bành Chân (1902-1997)                                | 6/1983                                               | 4/1988                                               | Ủy viên Thường vụ Bộ Chính trị                       | Bành Trùng (1915–2010)                               | 6/1983                                               | 4/1988                                               |                                                                                        |                                                      |
| VI                                                   | Bành Chân (1902-1997)                                | 6/1983                                               | 4/1988                                               | Ủy viên Thường vụ Bộ Chính trị                       | Vương Nhiệm Trọng (1917–1992)                        | 6/1983                                               | 4/1988                                               |                                                                                        |                                                      |
| VI                                                   | Bành Chân (1902-1997)                                | 6/1983                                               | 4/1988                                               | Ủy viên Thường vụ Bộ Chính trị                       | Sử Lương (1900–1985)                                 | 6/1983                                               | 9/1985                                               |                                                                                        | nữ Mất khi đang tại nhiệm                            |
| VI                                                   | Bành Chân (1902-1997)                                | 6/1983                                               | 4/1988                                               | Ủy viên Thường vụ Bộ Chính trị                       | Chu Học Phạm (1905–1996)                             | 6/1983                                               | 4/1988                                               |                                                                                        |                                                      |
| VI                                                   | Bành Chân (1902-1997)                                | 6/1983                                               | 4/1988                                               | Ủy viên Thường vụ Bộ Chính trị                       | Choekyi Gyaltsen (1938–1989)                         | 6/1983                                               | 4/1988                                               |                                                                                        | Người Tạng                                           |
| VI                                                   | Bành Chân (1902-1997)                                | 6/1983                                               | 4/1988                                               | Ủy viên Thường vụ Bộ Chính trị                       | Ngapoi Ngawang Jigme (1910–2009)                     | 6/1983                                               | 4/1988                                               |                                                                                        | Người Tạng                                           |
| VI                                                   | Bành Chân (1902-1997)                                | 6/1983                                               | 4/1988                                               | Ủy viên Thường vụ Bộ Chính trị                       | Saifuddin Azizi (1915–2003)                          | 6/1983                                               | 4/1988                                               |                                                                                        | Người Uyghur                                         |
| VI                                                   | Bành Chân (1902-1997)                                | 6/1983                                               | 4/1988                                               | Ủy viên Thường vụ Bộ Chính trị                       | Chu Cốc Thành (1898–1996)                            | 6/1983                                               | 4/1988                                               |                                                                                        |                                                      |
| VI                                                   | Bành Chân (1902-1997)                                | 6/1983                                               | 4/1988                                               | Ủy viên Thường vụ Bộ Chính trị                       | Nghiêm Tể Từ (1901–1996)                             | 6/1983                                               | 4/1988                                               |                                                                                        |                                                      |
| VI                                                   | Bành Chân (1902-1997)                                | 6/1983                                               | 4/1988                                               | Ủy viên Thường vụ Bộ Chính trị                       | Hồ Dũ Chi (1896–1986)                                | 6/1983                                               | 1/1986                                               |                                                                                        | Mất khi đang tại nhiệm                               |
| VI                                                   | Bành Chân (1902-1997)                                | 6/1983                                               | 4/1988                                               | Ủy viên Thường vụ Bộ Chính trị                       | Vinh Nghị Nhân (1906–2005)                           | 6/1983                                               | 4/1988                                               |                                                                                        |                                                      |
| VI                                                   | Bành Chân (1902-1997)                                | 6/1983                                               | 4/1988                                               | Ủy viên Thường vụ Bộ Chính trị                       | Diệp Phi (1914–1999)                                 | 6/1983                                               | 4/1988                                               |                                                                                        |                                                      |
| VI                                                   | Bành Chân (1902-1997)                                | 6/1983                                               | 4/1988                                               | Ủy viên Thường vụ Bộ Chính trị                       | Liệu Hán Sinh (1911–2006)                            | 6/1983                                               | 4/1988                                               |                                                                                        |                                                      |
| VI                                                   | Bành Chân (1902-1997)                                | 6/1983                                               | 4/1988                                               | Ủy viên Thường vụ Bộ Chính trị                       | Hán Tiên Sở (1913–1986)                              | 6/1983                                               | 10/1986                                              |                                                                                        | Mất khi đang tại nhiệm                               |
| VI                                                   | Bành Chân (1902-1997)                                | 6/1983                                               | 4/1988                                               | Ủy viên Thường vụ Bộ Chính trị                       | Hoàng Hoa (1913–2010)                                | 6/1983                                               | 4/1988                                               |                                                                                        |                                                      |
| VI                                                   | Bành Chân (1902-1997)                                | 6/1983                                               | 4/1988                                               | Ủy viên Thường vụ Bộ Chính trị                       | Sở Đồ Nam (1899–1994)                                | 4/1986                                               | 4/1988                                               |                                                                                        | Bổ sung tại Hội nghị lần thứ 4 (12/4/1986)           |

### Khóa VII
| Ủy ban Thường vụ Đại hội Đại biểu Nhân dân Toàn quốc | Ủy ban Thường vụ Đại hội Đại biểu Nhân dân Toàn quốc | Ủy ban Thường vụ Đại hội Đại biểu Nhân dân Toàn quốc | Ủy ban Thường vụ Đại hội Đại biểu Nhân dân Toàn quốc | Ủy ban Thường vụ Đại hội Đại biểu Nhân dân Toàn quốc | Ủy ban Thường vụ Đại hội Đại biểu Nhân dân Toàn quốc | Ủy ban Thường vụ Đại hội Đại biểu Nhân dân Toàn quốc | Ủy ban Thường vụ Đại hội Đại biểu Nhân dân Toàn quốc | Ủy ban Thường vụ Đại hội Đại biểu Nhân dân Toàn quốc | Ủy ban Thường vụ Đại hội Đại biểu Nhân dân Toàn quốc |
| Khóa                                                 | Ủy viên trưởng                                       | Nhiệm kỳ                                             | Nhiệm kỳ                                             | Chức vụ kiêm nhiệm                                   | Phó Ủy viên trưởng                                   | Nhiệm kỳ                                             | Nhiệm kỳ                                             | Chức vụ kiêm nhiệm                                   | Ghi chú                                              |
| Khóa                                                 | Ủy viên trưởng                                       | Bổ nhiệm                                             | Miễn nhiệm                                           | Chức vụ kiêm nhiệm                                   | Phó Ủy viên trưởng                                   | Bổ nhiệm                                             | Miễn nhiệm                                           | Chức vụ kiêm nhiệm                                   | Ghi chú                                              |
| ---------------------------------------------------- | ---------------------------------------------------- | ---------------------------------------------------- | ---------------------------------------------------- | ---------------------------------------------------- | ---------------------------------------------------- | ---------------------------------------------------- | ---------------------------------------------------- | ---------------------------------------------------- | ---------------------------------------------------- |
| VII                                                  | · Vạn Lý · (1916-2015)                               | 4/1988                                               | 3/1993                                               | Ủy viên Thường vụ Bộ Chính trị                       | Tập Trọng Huân (1913–2002)                           | 4/1988                                               | 3/1993                                               | Ủy viên Bộ Chính trị Phó Ủy viên trưởng thứ nhất     |                                                      |
| VII                                                  | · Vạn Lý · (1916-2015)                               | 4/1988                                               | 3/1993                                               | Ủy viên Thường vụ Bộ Chính trị                       | Ô Lan Phu (1906–1988)                                | 4/1988                                               | 12/1988                                              |                                                      | Người Mông Cổ Mất khi đang tại nhiệm                 |
| VII                                                  | · Vạn Lý · (1916-2015)                               | 4/1988                                               | 3/1993                                               | Ủy viên Thường vụ Bộ Chính trị                       | Bành Trùng (1915–2010)                               | 4/1988                                               | 3/1993                                               |                                                      |                                                      |
| VII                                                  | · Vạn Lý · (1916-2015)                               | 4/1988                                               | 3/1993                                               | Ủy viên Thường vụ Bộ Chính trị                       | Vi Quốc Thanh (1913–1989)                            | 4/1988                                               | 6/1989                                               |                                                      | Người Tráng Mất khi đang tại nhiệm                   |
| VII                                                  | · Vạn Lý · (1916-2015)                               | 4/1988                                               | 3/1993                                               | Ủy viên Thường vụ Bộ Chính trị                       | Chu Học Phạm (1905–1996)                             | 4/1988                                               | 3/1993                                               |                                                      |                                                      |
| VII                                                  | · Vạn Lý · (1916-2015)                               | 4/1988                                               | 3/1993                                               | Ủy viên Thường vụ Bộ Chính trị                       | Choekyi Gyaltsen (1938–1989)                         | 4/1988                                               | 1/1989                                               |                                                      | Người Tạng Mất khi đang tại nhiệm                    |
| VII                                                  | · Vạn Lý · (1916-2015)                               | 4/1988                                               | 3/1993                                               | Ủy viên Thường vụ Bộ Chính trị                       | Ngapoi Ngawang Jigme (1910–2009)                     | 4/1988                                               | 3/1993                                               |                                                      | Người Tạng                                           |
| VII                                                  | · Vạn Lý · (1916-2015)                               | 4/1988                                               | 3/1993                                               | Ủy viên Thường vụ Bộ Chính trị                       | Saifuddin Azizi (1915–2003)                          | 4/1988                                               | 3/1993                                               |                                                      | Người Uyghur                                         |
| VII                                                  | · Vạn Lý · (1916-2015)                               | 4/1988                                               | 3/1993                                               | Ủy viên Thường vụ Bộ Chính trị                       | Chu Cốc Thành (1898–1996)                            | 4/1988                                               | 3/1993                                               |                                                      |                                                      |
| VII                                                  | · Vạn Lý · (1916-2015)                               | 4/1988                                               | 3/1993                                               | Ủy viên Thường vụ Bộ Chính trị                       | Nghiêm Tể Từ (1901–1996)                             | 4/1988                                               | 3/1993                                               |                                                      |                                                      |
| VII                                                  | · Vạn Lý · (1916-2015)                               | 4/1988                                               | 3/1993                                               | Ủy viên Thường vụ Bộ Chính trị                       | Vinh Nghị Nhân (1906–2005)                           | 4/1988                                               | 3/1993                                               |                                                      |                                                      |
| VII                                                  | · Vạn Lý · (1916-2015)                               | 4/1988                                               | 3/1993                                               | Ủy viên Thường vụ Bộ Chính trị                       | Diệp Phi (1914–1999)\|4/1988                         | 3/1993                                               |                                                      |                                                      |                                                      |
| VII                                                  | · Vạn Lý · (1916-2015)                               | 4/1988                                               | 3/1993                                               | Ủy viên Thường vụ Bộ Chính trị                       | Liệu Hán Sinh (1911–2006)                            | 4/1988                                               | 3/1993                                               |                                                      |                                                      |
| VII                                                  | · Vạn Lý · (1916-2015)                               | 4/1988                                               | 3/1993                                               | Ủy viên Thường vụ Bộ Chính trị                       | Nghê Chí Phúc (1933-2013)                            | 4/1988                                               | 3/1993                                               |                                                      |                                                      |
| VII                                                  | · Vạn Lý · (1916-2015)                               | 4/1988                                               | 3/1993                                               | Ủy viên Thường vụ Bộ Chính trị                       | Trần Mộ Hoa (1921–2011)                              | 4/1988                                               | 3/1993                                               |                                                      | nữ                                                   |
| VII                                                  | · Vạn Lý · (1916-2015)                               | 4/1988                                               | 3/1993                                               | Ủy viên Thường vụ Bộ Chính trị                       | Phí Hiếu Thông (1910-2005)                           | 4/1988                                               | 3/1993                                               |                                                      |                                                      |
| VII                                                  | · Vạn Lý · (1916-2015)                               | 4/1988                                               | 3/1993                                               | Ủy viên Thường vụ Bộ Chính trị                       | Tôn Khởi Mạnh (1911–2010)                            | 4/1988                                               | 3/1993                                               |                                                      |                                                      |
| VII                                                  | · Vạn Lý · (1916-2015)                               | 4/1988                                               | 3/1993                                               | Ủy viên Thường vụ Bộ Chính trị                       | Lôi Khiết Quỳnh (1905–2011)                          | 4/1988                                               | 3/1993                                               |                                                      | nữ                                                   |
| VII                                                  | · Vạn Lý · (1916-2015)                               | 4/1988                                               | 3/1993                                               | Ủy viên Thường vụ Bộ Chính trị                       | Vương Hán Bân (1925-)                                | 4/1988                                               | 3/1993                                               |                                                      |                                                      |

### Khóa VIII
| Ủy ban Thường vụ Đại hội Đại biểu Nhân dân Toàn quốc | Ủy ban Thường vụ Đại hội Đại biểu Nhân dân Toàn quốc | Ủy ban Thường vụ Đại hội Đại biểu Nhân dân Toàn quốc | Ủy ban Thường vụ Đại hội Đại biểu Nhân dân Toàn quốc | Ủy ban Thường vụ Đại hội Đại biểu Nhân dân Toàn quốc | Ủy ban Thường vụ Đại hội Đại biểu Nhân dân Toàn quốc | Ủy ban Thường vụ Đại hội Đại biểu Nhân dân Toàn quốc | Ủy ban Thường vụ Đại hội Đại biểu Nhân dân Toàn quốc | Ủy ban Thường vụ Đại hội Đại biểu Nhân dân Toàn quốc | Ủy ban Thường vụ Đại hội Đại biểu Nhân dân Toàn quốc |
| Khóa                                                 | Ủy viên trưởng                                       | Nhiệm kỳ                                             | Nhiệm kỳ                                             | Chức vụ kiêm nhiệm                                   | Phó Ủy viên trưởng                                   | Nhiệm kỳ                                             | Nhiệm kỳ                                             | Chức vụ kiêm nhiệm                                   | Ghi chú                                              |
| Khóa                                                 | Ủy viên trưởng                                       | Bổ nhiệm                                             | Miễn nhiệm                                           | Chức vụ kiêm nhiệm                                   | Phó Ủy viên trưởng                                   | Bổ nhiệm                                             | Miễn nhiệm                                           | Chức vụ kiêm nhiệm                                   | Ghi chú                                              |
| ---------------------------------------------------- | ---------------------------------------------------- | ---------------------------------------------------- | ---------------------------------------------------- | ---------------------------------------------------- | ---------------------------------------------------- | ---------------------------------------------------- | ---------------------------------------------------- | ---------------------------------------------------- | ---------------------------------------------------- |
| VIII                                                 | Kiều Thạch (1924-2015)                               | 3/1993                                               | 3/1998                                               | Ủy viên Thường vụ Bộ Chính trị                       | Điền Kỷ Vân (1929–)                                  | 3/1993                                               | 3/1998                                               | Ủy viên Bộ Chính trị Phó Ủy viên trưởng thứ nhất     |                                                      |
| VIII                                                 | Kiều Thạch (1924-2015)                               | 3/1993                                               | 3/1998                                               | Ủy viên Thường vụ Bộ Chính trị                       | Vương Hán Bân (1925–)                                | 3/1993                                               | 3/1998                                               |                                                      |                                                      |
| VIII                                                 | Kiều Thạch (1924-2015)                               | 3/1993                                               | 3/1998                                               | Ủy viên Thường vụ Bộ Chính trị                       | Nghê Chí Phúc (1933-2013)                            | 3/1993                                               | 3/1998                                               |                                                      |                                                      |
| VIII                                                 | Kiều Thạch (1924-2015)                               | 3/1993                                               | 3/1998                                               | Ủy viên Thường vụ Bộ Chính trị                       | Trần Mộ Hoa (1921–2011)                              | 3/1993                                               | 3/1998                                               |                                                      | nữ                                                   |
| VIII                                                 | Kiều Thạch (1924-2015)                               | 3/1993                                               | 3/1998                                               | Ủy viên Thường vụ Bộ Chính trị                       | Phí Hiếu Thông (1910-2005)                           | 3/1993                                               | 3/1998                                               |                                                      |                                                      |
| VIII                                                 | Kiều Thạch (1924-2015)                               | 3/1993                                               | 3/1998                                               | Ủy viên Thường vụ Bộ Chính trị                       | Tôn Khởi Mạnh (1911–2010)                            | 3/1993                                               | 3/1998                                               |                                                      |                                                      |
| VIII                                                 | Kiều Thạch (1924-2015)                               | 3/1993                                               | 3/1998                                               | Ủy viên Thường vụ Bộ Chính trị                       | Lôi Khiết Quỳnh (1905–2011)                          | 3/1993                                               | 3/1998                                               |                                                      |                                                      |
| VIII                                                 | Kiều Thạch (1924-2015)                               | 3/1993                                               | 3/1998                                               | Ủy viên Thường vụ Bộ Chính trị                       | Tần Cơ Vĩ (1914–1997)                                | 3/1993                                               | 2/1997                                               |                                                      | Mất khi đang tại nhiệm                               |
| VIII                                                 | Kiều Thạch (1924-2015)                               | 3/1993                                               | 3/1998                                               | Ủy viên Thường vụ Bộ Chính trị                       | Lý Tích Minh (1926–2008)                             | 3/1993                                               | 3/1998                                               |                                                      |                                                      |
| VIII                                                 | Kiều Thạch (1924-2015)                               | 3/1993                                               | 3/1998                                               | Ủy viên Thường vụ Bộ Chính trị                       | Vương Bính Can (1925–)                               | 3/1993                                               | 3/1998                                               |                                                      |                                                      |
| VIII                                                 | Kiều Thạch (1924-2015)                               | 3/1993                                               | 3/1998                                               | Ủy viên Thường vụ Bộ Chính trị                       | Tömür Dawamat (1927–2018)                            | 3/1993                                               | 3/1998                                               |                                                      |                                                      |
| VIII                                                 | Kiều Thạch (1924-2015)                               | 3/1993                                               | 3/1998                                               | Ủy viên Thường vụ Bộ Chính trị                       | Pagbalha Geleg Namgyai (1940–)                       | 3/1993                                               | 3/1998                                               |                                                      |                                                      |
| VIII                                                 | Kiều Thạch (1924-2015)                               | 3/1993                                               | 3/1998                                               | Ủy viên Thường vụ Bộ Chính trị                       | Vương Quang Anh (1919–)                              | 3/1993                                               | 3/1998                                               |                                                      |                                                      |
| VIII                                                 | Kiều Thạch (1924-2015)                               | 3/1993                                               | 3/1998                                               | Ủy viên Thường vụ Bộ Chính trị                       | Trình Tư Viễn (1908–2005)                            | 3/1993                                               | 3/1998                                               |                                                      |                                                      |
| VIII                                                 | Kiều Thạch (1924-2015)                               | 3/1993                                               | 3/1998                                               | Ủy viên Thường vụ Bộ Chính trị                       | Lô Gia Tích (1915–2001)                              | 3/1993                                               | 3/1998                                               |                                                      |                                                      |
| VIII                                                 | Kiều Thạch (1924-2015)                               | 3/1993                                               | 3/1998                                               | Ủy viên Thường vụ Bộ Chính trị                       | Bố Hách (1926–2017)                                  | 3/1993                                               | 3/1998                                               |                                                      |                                                      |
| VIII                                                 | Kiều Thạch (1924-2015)                               | 3/1993                                               | 3/1998                                               | Ủy viên Thường vụ Bộ Chính trị                       | Cam Khổ (1924–1993)                                  | 3/1993                                               | 7/1993                                               |                                                      | Mất khi đang tại nhiệm                               |
| VIII                                                 | Kiều Thạch (1924-2015)                               | 3/1993                                               | 3/1998                                               | Ủy viên Thường vụ Bộ Chính trị                       | Lý Phái Dao (1933–1996)                              | 3/1993                                               | 2/1996                                               |                                                      | Mất khi đang tại nhiệm                               |
| VIII                                                 | Kiều Thạch (1924-2015)                               | 3/1993                                               | 3/1998                                               | Ủy viên Thường vụ Bộ Chính trị                       | Ngô Giai Bình (1917–2011)                            | 3/1993                                               | 3/1998                                               |                                                      |                                                      |

### Khóa IX
| Ủy ban Thường vụ Đại hội Đại biểu Nhân dân Toàn quốc | Ủy ban Thường vụ Đại hội Đại biểu Nhân dân Toàn quốc | Ủy ban Thường vụ Đại hội Đại biểu Nhân dân Toàn quốc | Ủy ban Thường vụ Đại hội Đại biểu Nhân dân Toàn quốc | Ủy ban Thường vụ Đại hội Đại biểu Nhân dân Toàn quốc | Ủy ban Thường vụ Đại hội Đại biểu Nhân dân Toàn quốc | Ủy ban Thường vụ Đại hội Đại biểu Nhân dân Toàn quốc | Ủy ban Thường vụ Đại hội Đại biểu Nhân dân Toàn quốc | Ủy ban Thường vụ Đại hội Đại biểu Nhân dân Toàn quốc | Ủy ban Thường vụ Đại hội Đại biểu Nhân dân Toàn quốc |
| Khóa                                                 | Ủy viên trưởng                                       | Nhiệm kỳ                                             | Nhiệm kỳ                                             | Chức vụ kiêm nhiệm                                   | Phó Ủy viên trưởng                                   | Nhiệm kỳ                                             | Nhiệm kỳ                                             | Chức vụ kiêm nhiệm                                   | Ghi chú                                              |
| Khóa                                                 | Ủy viên trưởng                                       | Bổ nhiệm                                             | Miễn nhiệm                                           | Chức vụ kiêm nhiệm                                   | Phó Ủy viên trưởng                                   | Bổ nhiệm                                             | Miễn nhiệm                                           | Chức vụ kiêm nhiệm                                   | Ghi chú                                              |
| ---------------------------------------------------- | ---------------------------------------------------- | ---------------------------------------------------- | ---------------------------------------------------- | ---------------------------------------------------- | ---------------------------------------------------- | ---------------------------------------------------- | ---------------------------------------------------- | ---------------------------------------------------- | ---------------------------------------------------- |
| IX                                                   | Lý Bằng (1928-)                                      | 3/1998                                               | 3/2003                                               | Ủy viên Thường vụ Bộ Chính trị                       | Điền Kỷ Vân (1929–)                                  | 3/1998                                               | 3/2003                                               | Ủy viên Bộ Chính trị Phó Ủy viên trưởng thứ nhất     |                                                      |
| IX                                                   | Lý Bằng (1928-)                                      | 3/1998                                               | 3/2003                                               | Ủy viên Thường vụ Bộ Chính trị                       | Khương Xuân Vân (1930–)                              | 3/1998                                               | 3/2003                                               |                                                      |                                                      |
| IX                                                   | Lý Bằng (1928-)                                      | 3/1998                                               | 3/2003                                               | Ủy viên Thường vụ Bộ Chính trị                       | Trâu Gia Hoa (1926–)                                 | 3/1998                                               | 3/2003                                               |                                                      |                                                      |
| IX                                                   | Lý Bằng (1928-)                                      | 3/1998                                               | 3/2003                                               | Ủy viên Thường vụ Bộ Chính trị                       | Tömür Dawamat (1927–2018)                            | 3/1998                                               | 3/2003                                               |                                                      |                                                      |
| IX                                                   | Lý Bằng (1928-)                                      | 3/1998                                               | 3/2003                                               | Ủy viên Thường vụ Bộ Chính trị                       | Pagbalha Geleg Namgyai (1940–)                       | 3/1998                                               | 3/2003                                               |                                                      |                                                      |
| IX                                                   | Lý Bằng (1928-)                                      | 3/1998                                               | 3/2003                                               | Ủy viên Thường vụ Bộ Chính trị                       | Vương Quang Anh (1919-)                              | 3/1998                                               | 3/2003                                               |                                                      |                                                      |
| IX                                                   | Lý Bằng (1928-)                                      | 3/1998                                               | 3/2003                                               | Ủy viên Thường vụ Bộ Chính trị                       | Trình Tư Viễn (1908–2005)                            | 3/1998                                               | 3/2003                                               |                                                      |                                                      |
| IX                                                   | Lý Bằng (1928-)                                      | 3/1998                                               | 3/2003                                               | Ủy viên Thường vụ Bộ Chính trị                       | Bố Hách (1926–2017)                                  | 3/1998                                               | 3/2003                                               |                                                      |                                                      |
| IX                                                   | Lý Bằng (1928-)                                      | 3/1998                                               | 3/2003                                               | Ủy viên Thường vụ Bộ Chính trị                       | Ngô Giai Bình (1917–2011)                            | 3/1998                                               | 3/2003                                               |                                                      |                                                      |
| IX                                                   | Lý Bằng (1928-)                                      | 3/1998                                               | 3/2003                                               | Ủy viên Thường vụ Bộ Chính trị                       | Bành Bội Vân (1929–)                                 | 3/1998                                               | 3/2003                                               |                                                      |                                                      |
| IX                                                   | Lý Bằng (1928-)                                      | 3/1998                                               | 3/2003                                               | Ủy viên Thường vụ Bộ Chính trị                       | Hà Lộ Lệ (1934–)                                     | 3/1998                                               | 3/2003                                               |                                                      |                                                      |
| IX                                                   | Lý Bằng (1928-)                                      | 3/1998                                               | 3/2003                                               | Ủy viên Thường vụ Bộ Chính trị                       | Chu Quang Triệu (1929–)                              | 3/1998                                               | 3/2003                                               |                                                      |                                                      |
| IX                                                   | Lý Bằng (1928-)                                      | 3/1998                                               | 3/2003                                               | Ủy viên Thường vụ Bộ Chính trị                       | Tào Chí (1928–)                                      | 3/1998                                               | 3/2003                                               |                                                      |                                                      |
| IX                                                   | Lý Bằng (1928-)                                      | 3/1998                                               | 3/2003                                               | Ủy viên Thường vụ Bộ Chính trị                       | Đinh Thạch Tôn (1927–)                               | 3/1998                                               | 3/2003                                               |                                                      |                                                      |
| IX                                                   | Lý Bằng (1928-)                                      | 3/1998                                               | 3/2003                                               | Ủy viên Thường vụ Bộ Chính trị                       | Thành Tư Nguy (1935–2015)                            | 3/1998                                               | 3/2003                                               |                                                      |                                                      |
| IX                                                   | Lý Bằng (1928-)                                      | 3/1998                                               | 3/2003                                               | Ủy viên Thường vụ Bộ Chính trị                       | Hứa Gia Lộ (1937–)                                   | 3/1998                                               | 3/2003                                               |                                                      |                                                      |
| IX                                                   | Lý Bằng (1928-)                                      | 3/1998                                               | 3/2003                                               | Ủy viên Thường vụ Bộ Chính trị                       | Tương Chính Hoa (1937–)                              | 3/1998                                               | 3/2003                                               |                                                      |                                                      |
| IX                                                   | Lý Bằng (1928-)                                      | 3/1998                                               | 3/2003                                               | Ủy viên Thường vụ Bộ Chính trị                       | Tạ Phi (1932–1999)                                   | 3/1998                                               | 10/1999                                              |                                                      | Mất khi đang tại nhiệm                               |
| IX                                                   | Lý Bằng (1928-)                                      | 3/1998                                               | 3/2003                                               | Ủy viên Thường vụ Bộ Chính trị                       | Thành Khắc Kiệt (1933–2000)                          | 3/1998                                               | 4/2000                                               |                                                      | Miễn nhiệm                                           |

### Khóa X
| Ủy ban Thường vụ Đại hội Đại biểu Nhân dân Toàn quốc | Ủy ban Thường vụ Đại hội Đại biểu Nhân dân Toàn quốc | Ủy ban Thường vụ Đại hội Đại biểu Nhân dân Toàn quốc | Ủy ban Thường vụ Đại hội Đại biểu Nhân dân Toàn quốc | Ủy ban Thường vụ Đại hội Đại biểu Nhân dân Toàn quốc | Ủy ban Thường vụ Đại hội Đại biểu Nhân dân Toàn quốc | Ủy ban Thường vụ Đại hội Đại biểu Nhân dân Toàn quốc | Ủy ban Thường vụ Đại hội Đại biểu Nhân dân Toàn quốc | Ủy ban Thường vụ Đại hội Đại biểu Nhân dân Toàn quốc | Ủy ban Thường vụ Đại hội Đại biểu Nhân dân Toàn quốc |
| Khóa                                                 | Ủy viên trưởng                                       | Nhiệm kỳ                                             | Nhiệm kỳ                                             | Chức vụ kiêm nhiệm                                   | Phó Ủy viên trưởng                                   | Nhiệm kỳ                                             | Nhiệm kỳ                                             | Chức vụ kiêm nhiệm                                   | Ghi chú                                              |
| Khóa                                                 | Ủy viên trưởng                                       | Bổ nhiệm                                             | Miễn nhiệm                                           | Chức vụ kiêm nhiệm                                   | Phó Ủy viên trưởng                                   | Bổ nhiệm                                             | Miễn nhiệm                                           | Chức vụ kiêm nhiệm                                   | Ghi chú                                              |
| ---------------------------------------------------- | ---------------------------------------------------- | ---------------------------------------------------- | ---------------------------------------------------- | ---------------------------------------------------- | ---------------------------------------------------- | ---------------------------------------------------- | ---------------------------------------------------- | ---------------------------------------------------- | ---------------------------------------------------- |
| X                                                    | Ngô Bang Quốc (1941-)                                | 3/2003                                               | 3/2008                                               | Ủy viên Thường vụ Bộ Chính trị                       | Vương Triệu Quốc (1941–)                             | 3/2003                                               | 3/2008                                               | Ủy viên Bộ Chính trị Phó Ủy viên trưởng thứ nhất     |                                                      |
| X                                                    | Ngô Bang Quốc (1941-)                                | 3/2003                                               | 3/2008                                               | Ủy viên Thường vụ Bộ Chính trị                       | Lý Thiết Ánh (1936–)                                 | 3/2003                                               | 3/2008                                               |                                                      |                                                      |
| X                                                    | Ngô Bang Quốc (1941-)                                | 3/2003                                               | 3/2008                                               | Ủy viên Thường vụ Bộ Chính trị                       | Hà Lộ Lệ (1934–)                                     | 3/2003                                               | 3/2008                                               |                                                      | nữ                                                   |
| X                                                    | Ngô Bang Quốc (1941-)                                | 3/2003                                               | 3/2008                                               | Ủy viên Thường vụ Bộ Chính trị                       | Ismail Amat (1941–)                                  | 3/2003                                               | 3/2008                                               |                                                      | Người Duy Ngôn Nhĩ                                   |
| X                                                    | Ngô Bang Quốc (1941-)                                | 3/2003                                               | 3/2008                                               | Ủy viên Thường vụ Bộ Chính trị                       | Đinh Thạch Tôn (1927–)                               | 3/2003                                               | 3/2008                                               |                                                      |                                                      |
| X                                                    | Ngô Bang Quốc (1941-)                                | 3/2003                                               | 3/2008                                               | Ủy viên Thường vụ Bộ Chính trị                       | Thành Tư Nguy (1935–2015)                            | 3/2003                                               | 3/2008                                               |                                                      |                                                      |
| X                                                    | Ngô Bang Quốc (1941-)                                | 3/2003                                               | 3/2008                                               | Ủy viên Thường vụ Bộ Chính trị                       | Hứa Gia Lộ (1937–)                                   | 3/2003                                               | 3/2008                                               |                                                      |                                                      |
| X                                                    | Ngô Bang Quốc (1941-)                                | 3/2003                                               | 3/2008                                               | Ủy viên Thường vụ Bộ Chính trị                       | Tương Chính Hoa (1937–)                              | 3/2003                                               | 3/2008                                               |                                                      |                                                      |
| X                                                    | Ngô Bang Quốc (1941-)                                | 3/2003                                               | 3/2008                                               | Ủy viên Thường vụ Bộ Chính trị                       | Cố Tú Liên (1936–)                                   | 3/2003                                               | 3/2008                                               |                                                      | nữ                                                   |
| X                                                    | Ngô Bang Quốc (1941-)                                | 3/2003                                               | 3/2008                                               | Ủy viên Thường vụ Bộ Chính trị                       | Raidi (1938–)                                        | 3/2003                                               | 3/2008                                               |                                                      | Người Tạng                                           |
| X                                                    | Ngô Bang Quốc (1941-)                                | 3/2003                                               | 3/2008                                               | Ủy viên Thường vụ Bộ Chính trị                       | Thịnh Hoa Nhân (1935–)                               | 3/2003                                               | 3/2008                                               | Tổng Thư ký Nhân Đại Toàn quốc                       |                                                      |
| X                                                    | Ngô Bang Quốc (1941-)                                | 3/2003                                               | 3/2008                                               | Ủy viên Thường vụ Bộ Chính trị                       | Lộ Dũng Tường (1942–)                                | 3/2003                                               | 3/2008                                               |                                                      |                                                      |
| X                                                    | Ngô Bang Quốc (1941-)                                | 3/2003                                               | 3/2008                                               | Ủy viên Thường vụ Bộ Chính trị                       | Uyunqimg (1942–)                                     | 3/2003                                               | 3/2008                                               |                                                      | nữ, người Mông Cổ                                    |
| X                                                    | Ngô Bang Quốc (1941-)                                | 3/2003                                               | 3/2008                                               | Ủy viên Thường vụ Bộ Chính trị                       | Hàn Khải Đức (1945–)                                 | 3/2003                                               | 3/2008                                               |                                                      |                                                      |
| X                                                    | Ngô Bang Quốc (1941-)                                | 3/2003                                               | 3/2008                                               | Ủy viên Thường vụ Bộ Chính trị                       | Phó Thiết Sơn (1931–2007)                            | 3/2003                                               | 4/2007                                               |                                                      | Mất khi đang tại nhiệm                               |

### Khóa XI
| Ủy ban Thường vụ Đại hội Đại biểu Nhân dân Toàn quốc | Ủy ban Thường vụ Đại hội Đại biểu Nhân dân Toàn quốc | Ủy ban Thường vụ Đại hội Đại biểu Nhân dân Toàn quốc | Ủy ban Thường vụ Đại hội Đại biểu Nhân dân Toàn quốc | Ủy ban Thường vụ Đại hội Đại biểu Nhân dân Toàn quốc | Ủy ban Thường vụ Đại hội Đại biểu Nhân dân Toàn quốc | Ủy ban Thường vụ Đại hội Đại biểu Nhân dân Toàn quốc | Ủy ban Thường vụ Đại hội Đại biểu Nhân dân Toàn quốc | Ủy ban Thường vụ Đại hội Đại biểu Nhân dân Toàn quốc | Ủy ban Thường vụ Đại hội Đại biểu Nhân dân Toàn quốc |
| Khóa                                                 | Ủy viên trưởng                                       | Nhiệm kỳ                                             | Nhiệm kỳ                                             | Chức vụ kiêm nhiệm                                   | Phó Ủy viên trưởng                                   | Nhiệm kỳ                                             | Nhiệm kỳ                                             | Chức vụ kiêm nhiệm | Ghi chú                                              |
| Khóa                                                 | Ủy viên trưởng                                       | Bổ nhiệm                                             | Miễn nhiệm                                           | Chức vụ kiêm nhiệm                                   | Phó Ủy viên trưởng                                   | Bổ nhiệm                                             | Miễn nhiệm                                           | Chức vụ kiêm nhiệm | Ghi chú                                              |
| ---------------------------------------------------- | ---------------------------------------------------- | ---------------------------------------------------- | ---------------------------------------------------- | ---------------------------------------------------- | ---------------------------------------------------- | ---------------------------------------------------- | ---------------------------------------------------- | --- | ---------------------------------------------------- |
| XI                                                   | Ngô Bang Quốc (1941-)                                | 3/2008                                               | 3/2013                                               | Ủy viên Thường vụ Bộ Chính trị                       | Vương Triệu Quốc (1941–)                             | 3/2008                                               | 3/2013                                               | Ủy viên Bộ Chính trị Phó Ủy viên trưởng thứ nhất Chủ tịch Tổng Công hội Toàn quốc Trung Hoa                                                                                               |                                                      |
| XI                                                   | Ngô Bang Quốc (1941-)                                | 3/2008                                               | 3/2013                                               | Ủy viên Thường vụ Bộ Chính trị                       | Lộ Dũng Tường (1942–)                                | 3/2008                                               | 3/2013                                               | Viện trưởng Viện khoa học Trung Quốc Bí thư Trung ương Đảng |                                                      |
| XI                                                   | Ngô Bang Quốc (1941-)                                | 3/2008                                               | 3/2013                                               | Ủy viên Thường vụ Bộ Chính trị                       | Uyunqimg (1942–)                                     | 3/2008                                               | 3/2013                                               | | nữ, Mông Cổ                                          |
| XI                                                   | Ngô Bang Quốc (1941-)                                | 3/2008                                               | 3/2013                                               | Ủy viên Thường vụ Bộ Chính trị                       | Hàn Khải Đức (1945–)                                 | 3/2008                                               | 3/2013                                               | Chủ tịch Hiệp hội Kỹ thuật Khoa học Trung Quốc Chủ tịch Học Xã Trung ương Cửu tam Hội trưởng Hội lưu học sinh Âu-Mỹ Chủ tịch Hiệp hội nhân dân Trung Quốc vì Hòa bình và Giải trừ quân bị |                                                      |
| XI                                                   | Ngô Bang Quốc (1941-)                                | 3/2008                                               | 3/2013                                               | Ủy viên Thường vụ Bộ Chính trị                       | Hoa Kiến Mẫn (1940–)                                 | 3/2008                                               | 3/2013                                               | Chủ tịch Hội Chữ thập đỏ Trung Quốc |                                                      |
| XI                                                   | Ngô Bang Quốc (1941-)                                | 3/2008                                               | 3/2013                                               | Ủy viên Thường vụ Bộ Chính trị                       | Trần Chí Lập (1942–)                                 | 3/2008                                               | 3/2013                                               | Chủ tịch Liên hiệp Phụ nữ Toàn quốc | nữ                                                   |
| XI                                                   | Ngô Bang Quốc (1941-)                                | 3/2008                                               | 3/2013                                               | Ủy viên Thường vụ Bộ Chính trị                       | Chu Thiết Nông (1938–)                               | 3/2008                                               | 3/2013                                               | Chủ tịch Dân Cách Trung ương Hội trưởng Hiệp hội Giao lưu Quốc tế Trung Quốc |                                                      |
| XI                                                   | Ngô Bang Quốc (1941-)                                | 3/2008                                               | 3/2013                                               | Ủy viên Thường vụ Bộ Chính trị                       | Lý Kiến Quốc (1946–)                                 | 3/2008                                               | 3/2013                                               | Tổng Thư ký Nhân Đại Toàn quốc |                                                      |
| XI                                                   | Ngô Bang Quốc (1941-)                                | 3/2008                                               | 3/2013                                               | Ủy viên Thường vụ Bộ Chính trị                       | Ismail Tiliwaldi (1944–)                             | 3/2008                                               | 3/2013                                               | | Người Duy Ngô Nhĩ                                    |
| XI                                                   | Ngô Bang Quốc (1941-)                                | 3/2008                                               | 3/2013                                               | Ủy viên Thường vụ Bộ Chính trị                       | Tương Thụ Thanh (1940–)                              | 3/2008                                               | 3/2013                                               | |                                                      |
| XI                                                   | Ngô Bang Quốc (1941-)                                | 3/2008                                               | 3/2013                                               | Ủy viên Thường vụ Bộ Chính trị                       | Trần Xương Trí (1945–)                               | 3/2008                                               | 3/2013                                               | |                                                      |
| XI                                                   | Ngô Bang Quốc (1941-)                                | 3/2008                                               | 3/2013                                               | Ủy viên Thường vụ Bộ Chính trị                       | Nghiêm Tuyển Kỳ (1946–)                              | 3/2008                                               | 3/2013                                               | |                                                      |
| XI                                                   | Ngô Bang Quốc (1941-)                                | 3/2008                                               | 3/2013                                               | Ủy viên Thường vụ Bộ Chính trị                       | Tang Quốc Vệ (1941–)                                 | 3/2008                                               | 3/2013                                               | |                                                      |

### Khóa XII
| Ủy ban Thường vụ Đại hội Đại biểu Nhân dân Toàn quốc | Ủy ban Thường vụ Đại hội Đại biểu Nhân dân Toàn quốc | Ủy ban Thường vụ Đại hội Đại biểu Nhân dân Toàn quốc | Ủy ban Thường vụ Đại hội Đại biểu Nhân dân Toàn quốc | Ủy ban Thường vụ Đại hội Đại biểu Nhân dân Toàn quốc | Ủy ban Thường vụ Đại hội Đại biểu Nhân dân Toàn quốc | Ủy ban Thường vụ Đại hội Đại biểu Nhân dân Toàn quốc | Ủy ban Thường vụ Đại hội Đại biểu Nhân dân Toàn quốc | Ủy ban Thường vụ Đại hội Đại biểu Nhân dân Toàn quốc | Ủy ban Thường vụ Đại hội Đại biểu Nhân dân Toàn quốc |
| Khóa                                                 | Ủy viên trưởng                                       | Nhiệm kỳ                                             | Nhiệm kỳ                                             | Chức vụ kiêm nhiệm                                   | Phó Ủy viên trưởng                                   | Nhiệm kỳ                                             | Nhiệm kỳ                                             | Chức vụ kiêm nhiệm                                   | Ghi chú                                              |
| Khóa                                                 | Ủy viên trưởng                                       | Bổ nhiệm                                             | Miễn nhiệm                                           | Chức vụ kiêm nhiệm                                   | Phó Ủy viên trưởng                                   | Bổ nhiệm                                             | Miễn nhiệm                                           | Chức vụ kiêm nhiệm                                   | Ghi chú                                              |
| ---------------------------------------------------- | ---------------------------------------------------- | ---------------------------------------------------- | ---------------------------------------------------- | ---------------------------------------------------- | ---------------------------------------------------- | ---------------------------------------------------- | ---------------------------------------------------- | ---------------------------------------------------- | ---------------------------------------------------- |
| XII                                                  | Trương Đức Giang (1946-)                             | 3/2013                                               | 3/2018                                               | Ủy viên Thường vụ Bộ Chính trị                       | Lý Kiến Quốc (1946–)                                 | 3/2013                                               | 3/2018                                               | Ủy viên Bộ Chính trị Phó Ủy viên trưởng thứ nhất     |                                                      |
| XII                                                  | Trương Đức Giang (1946-)                             | 3/2013                                               | 3/2018                                               | Ủy viên Thường vụ Bộ Chính trị                       | Vương Thăng Tuấn (1946–)                             | 3/2013                                               | 3/2018                                               |                                                      |                                                      |
| XII                                                  | Trương Đức Giang (1946-)                             | 3/2013                                               | 3/2018                                               | Ủy viên Thường vụ Bộ Chính trị                       | Trần Xương Trí (1945–)                               | 3/2013                                               | 3/2018                                               |                                                      |                                                      |
| XII                                                  | Trương Đức Giang (1946-)                             | 3/2013                                               | 3/2018                                               | Ủy viên Thường vụ Bộ Chính trị                       | Nghiêm Tuyển Kỳ (1946–)                              | 3/2013                                               | 3/2018                                               |                                                      |                                                      |
| XII                                                  | Trương Đức Giang (1946-)                             | 3/2013                                               | 3/2018                                               | Ủy viên Thường vụ Bộ Chính trị                       | Vương Thần (1950–)                                   | 3/2013                                               | 3/2018                                               | Tổng Thư ký Nhân Đại Toàn quốc                       |                                                      |
| XII                                                  | Trương Đức Giang (1946-)                             | 3/2013                                               | 3/2018                                               | Ủy viên Thường vụ Bộ Chính trị                       | Trầm Dược Dược (1957–)                               | 3/2013                                               | 3/2018                                               |                                                      |                                                      |
| XII                                                  | Trương Đức Giang (1946-)                             | 3/2013                                               | 3/2018                                               | Ủy viên Thường vụ Bộ Chính trị                       | Cát Bỉnh Hiên (1951–)                                | 3/2013                                               | 3/2018                                               |                                                      |                                                      |
| XII                                                  | Trương Đức Giang (1946-)                             | 3/2013                                               | 3/2018                                               | Ủy viên Thường vụ Bộ Chính trị                       | Trương Bình (1946–)                                  | 3/2013                                               | 3/2018                                               |                                                      |                                                      |
| XII                                                  | Trương Đức Giang (1946-)                             | 3/2013                                               | 3/2018                                               | Ủy viên Thường vụ Bộ Chính trị                       | Qiangba Puncog (1947–)                               | 3/2013                                               | 3/2018                                               |                                                      |                                                      |
| XII                                                  | Trương Đức Giang (1946-)                             | 3/2013                                               | 3/2018                                               | Ủy viên Thường vụ Bộ Chính trị                       | Arken Imirbaki (1953–)                               | 3/2013                                               | 3/2018                                               |                                                      |                                                      |
| XII                                                  | Trương Đức Giang (1946-)                             | 3/2013                                               | 3/2018                                               | Ủy viên Thường vụ Bộ Chính trị                       | Vạn Ngạc Sương (1956–)                               | 3/2013                                               | 3/2018                                               |                                                      |                                                      |
| XII                                                  | Trương Đức Giang (1946-)                             | 3/2013                                               | 3/2018                                               | Ủy viên Thường vụ Bộ Chính trị                       | Trương Bảo Văn (1946–)                               | 3/2013                                               | 3/2018                                               |                                                      |                                                      |
| XII                                                  | Trương Đức Giang (1946-)                             | 3/2013                                               | 3/2018                                               | Ủy viên Thường vụ Bộ Chính trị                       | Trần Trúc (1953–)                                    | 3/2013                                               | 3/2018                                               |                                                      |                                                      |

### Khóa XIII
| Ủy ban Thường vụ Đại hội Đại biểu Nhân dân Toàn quốc | Ủy ban Thường vụ Đại hội Đại biểu Nhân dân Toàn quốc | Ủy ban Thường vụ Đại hội Đại biểu Nhân dân Toàn quốc | Ủy ban Thường vụ Đại hội Đại biểu Nhân dân Toàn quốc | Ủy ban Thường vụ Đại hội Đại biểu Nhân dân Toàn quốc | Ủy ban Thường vụ Đại hội Đại biểu Nhân dân Toàn quốc | Ủy ban Thường vụ Đại hội Đại biểu Nhân dân Toàn quốc | Ủy ban Thường vụ Đại hội Đại biểu Nhân dân Toàn quốc | Ủy ban Thường vụ Đại hội Đại biểu Nhân dân Toàn quốc                                         | Ủy ban Thường vụ Đại hội Đại biểu Nhân dân Toàn quốc |
| Khóa                                                 | Ủy viên trưởng                                       | Nhiệm kỳ                                             | Nhiệm kỳ                                             | Chức vụ kiêm nhiệm                                   | Phó Ủy viên trưởng                                   | Nhiệm kỳ                                             | Nhiệm kỳ                                             | Chức vụ kiêm nhiệm                                                                           | Ghi chú                                              |
| Khóa                                                 | Ủy viên trưởng                                       | Bổ nhiệm                                             | Miễn nhiệm                                           | Chức vụ kiêm nhiệm                                   | Phó Ủy viên trưởng                                   | Bổ nhiệm                                             | Miễn nhiệm                                           | Chức vụ kiêm nhiệm                                                                           | Ghi chú                                              |
| ---------------------------------------------------- | ---------------------------------------------------- | ---------------------------------------------------- | ---------------------------------------------------- | ---------------------------------------------------- | ---------------------------------------------------- | ---------------------------------------------------- | ---------------------------------------------------- | -------------------------------------------------------------------------------------------- | ---------------------------------------------------- |
| XIII                                                 | Lật Chiến Thư (1950-)                                | 3/2018                                               | 3/2023                                               | Ủy viên Thường vụ Bộ Chính trị                       | Vương Thần (1950–)                                   | 3/2018                                               | 3/2023                                               | Ủy viên Bộ Chính trị Phó Ủy viên trưởng thứ nhất                                             |                                                      |
| XIII                                                 | Lật Chiến Thư (1950-)                                | 3/2018                                               | 3/2023                                               | Ủy viên Thường vụ Bộ Chính trị                       | Tào Kiến Minh (1955–)                                | 3/2018                                               | 3/2023                                               | Ủy viên Trung ương Đảng Viện trưởng Viện Kiểm sát Nhân dân Tối cao                           |                                                      |
| XIII                                                 | Lật Chiến Thư (1950-)                                | 3/2018                                               | 3/2023                                               | Ủy viên Thường vụ Bộ Chính trị                       | Trương Xuân Hiền (1953–)                             | 3/2018                                               | 3/2023                                               | Ủy viên Trung ương Đảng Phó Trưởng ban Công tác Điều phối Tân Cương Trung ương               |                                                      |
| XIII                                                 | Lật Chiến Thư (1950-)                                | 3/2018                                               | 3/2023                                               | Ủy viên Thường vụ Bộ Chính trị                       | Thẩm Dược Dược (1957–)                               | 3/2018                                               | 3/2023                                               | Ủy viên Trung ương Đảng Chủ tịch Hội Liên hiệp Phụ nữ Toàn quốc                              |                                                      |
| XIII                                                 | Lật Chiến Thư (1950-)                                | 3/2018                                               | 3/2023                                               | Ủy viên Thường vụ Bộ Chính trị                       | Cát Bỉnh Hiên (1951–)                                | 3/2018                                               | 3/2023                                               | Ủy viên Trung ương Đảng                                                                      |                                                      |
| XIII                                                 | Lật Chiến Thư (1950-)                                | 3/2018                                               | 3/2023                                               | Ủy viên Thường vụ Bộ Chính trị                       | Arken Imirbaki (1953–)                               | 3/2018                                               | 3/2023                                               | Ủy viên Trung ương Đảng Chủ nhiệm Ủy ban Thường vụ Nhân Đại Khu tự trị Duy Ngô Nhĩ Tân Cương |                                                      |
| XIII                                                 | Lật Chiến Thư (1950-)                                | 3/2018                                               | 3/2023                                               | Ủy viên Thường vụ Bộ Chính trị                       | Vạn Ngạc Sương (1956–)                               | 3/2018                                               | 3/2023                                               |                                                                                              |                                                      |
| XIII                                                 | Lật Chiến Thư (1950-)                                | 3/2018                                               | 3/2023                                               | Ủy viên Thường vụ Bộ Chính trị                       | Trần Trúc (1953–)                                    | 3/2018                                               | 3/2023                                               |                                                                                              |                                                      |
| XIII                                                 | Lật Chiến Thư (1950-)                                | 3/2018                                               | 3/2023                                               | Ủy viên Thường vụ Bộ Chính trị                       | Vương Đông Minh (1956–)                              | 3/2018                                               | 3/2023                                               | Ủy viên Trung ương Đảng Bí thư Tỉnh ủy Tứ Xuyên                                              |                                                      |
| XIII                                                 | Lật Chiến Thư (1950-)                                | 3/2018                                               | 3/2023                                               | Ủy viên Thường vụ Bộ Chính trị                       | Padma Choling (1952-)                                | 3/2018                                               | 3/2023                                               |                                                                                              |                                                      |
| XIII                                                 | Lật Chiến Thư (1950-)                                | 3/2018                                               | 3/2023                                               | Ủy viên Thường vụ Bộ Chính trị                       | Đinh Trọng Lễ (1957–)                                | 3/2018                                               | 3/2023                                               |                                                                                              |                                                      |
| XIII                                                 | Lật Chiến Thư (1950-)                                | 3/2018                                               | 3/2023                                               | Ủy viên Thường vụ Bộ Chính trị                       | Hác Minh Kim (1956–)                                 | 3/2018                                               | 3/2023                                               |                                                                                              |                                                      |
| XIII                                                 | Lật Chiến Thư (1950-)                                | 3/2018                                               | 3/2023                                               | Ủy viên Thường vụ Bộ Chính trị                       | Thái Đạt Phong (1960–)                               | 3/2018                                               | 3/2023                                               |                                                                                              |                                                      |
| XIII                                                 | Lật Chiến Thư (1950-)                                | 3/2018                                               | 3/2023                                               | Ủy viên Thường vụ Bộ Chính trị                       | Võ Duy Hoa (1956–)                                   | 3/2018                                               | 3/2023                                               |                                                                                              |                                                      |

### Khóa XIV
| Ủy ban Thường vụ Đại hội Đại biểu Nhân dân Toàn quốc | Ủy ban Thường vụ Đại hội Đại biểu Nhân dân Toàn quốc | Ủy ban Thường vụ Đại hội Đại biểu Nhân dân Toàn quốc | Ủy ban Thường vụ Đại hội Đại biểu Nhân dân Toàn quốc | Ủy ban Thường vụ Đại hội Đại biểu Nhân dân Toàn quốc | Ủy ban Thường vụ Đại hội Đại biểu Nhân dân Toàn quốc | Ủy ban Thường vụ Đại hội Đại biểu Nhân dân Toàn quốc | Ủy ban Thường vụ Đại hội Đại biểu Nhân dân Toàn quốc | Ủy ban Thường vụ Đại hội Đại biểu Nhân dân Toàn quốc                    | Ủy ban Thường vụ Đại hội Đại biểu Nhân dân Toàn quốc |
| Khóa                                                 | Ủy viên trưởng                                       | Nhiệm kỳ                                             | Nhiệm kỳ                                             | Chức vụ kiêm nhiệm                                   | Phó Ủy viên trưởng                                   | Nhiệm kỳ                                             | Nhiệm kỳ                                             | Chức vụ kiêm nhiệm                                                      | Ghi chú                                              |
| Khóa                                                 | Ủy viên trưởng                                       | Bổ nhiệm                                             | Miễn nhiệm                                           | Chức vụ kiêm nhiệm                                   | Phó Ủy viên trưởng                                   | Bổ nhiệm                                             | Miễn nhiệm                                           | Chức vụ kiêm nhiệm                                                      | Ghi chú                                              |
| ---------------------------------------------------- | ---------------------------------------------------- | ---------------------------------------------------- | ---------------------------------------------------- | ---------------------------------------------------- | ---------------------------------------------------- | ---------------------------------------------------- | ---------------------------------------------------- | ----------------------------------------------------------------------- | ---------------------------------------------------- |
| XIV                                                  | Triệu Lạc Tế (1957-)                                 | 3/2023                                               | nay                                                  | Ủy viên Thường vụ Bộ Chính trị                       | Lý Hồng Trung (1956–)                                | 3/2023                                               | nay                                                  | Ủy viên Bộ Chính trị Phó Ủy viên trưởng thứ nhất                        |                                                      |
| XIV                                                  | Triệu Lạc Tế (1957-)                                 | 3/2023                                               | nay                                                  | Ủy viên Thường vụ Bộ Chính trị                       | Vương Đông Minh (1956–)                              | 3/2023                                               | nay                                                  | Ủy viên Trung ương Đảng                                                 |                                                      |
| XIV                                                  | Triệu Lạc Tế (1957-)                                 | 3/2023                                               | nay                                                  | Ủy viên Thường vụ Bộ Chính trị                       | Tiêu Tiệp (1957–)                                    | 3/2023                                               | nay                                                  | Ủy viên Trung ương Đảng                                                 |                                                      |
| XIV                                                  | Triệu Lạc Tế (1957-)                                 | 3/2023                                               | nay                                                  | Ủy viên Thường vụ Bộ Chính trị                       | Thiết Ngưng (1957–)                                  | 3/2023                                               | nay                                                  | Ủy viên Trung ương Đảng Chủ tịch Hội Nhà văn Trung Quốc                 |                                                      |
| XIV                                                  | Triệu Lạc Tế (1957-)                                 | 3/2023                                               | nay                                                  | Ủy viên Thường vụ Bộ Chính trị                       | Bành Thanh Hoa (1957–)                               | 3/2023                                               | nay                                                  | Ủy viên Trung ương Đảng                                                 |                                                      |
| XIV                                                  | Triệu Lạc Tế (1957-)                                 | 3/2023                                               | nay                                                  | Ủy viên Thường vụ Bộ Chính trị                       | Trương Khánh Vĩ (1961–)                              | 3/2023                                               | nay                                                  | Ủy viên Trung ương Đảng                                                 |                                                      |
| XIV                                                  | Triệu Lạc Tế (1957-)                                 | 3/2023                                               | nay                                                  | Ủy viên Thường vụ Bộ Chính trị                       | Losang Jamcan (1957–)                                | 3/2023                                               | nay                                                  | Chủ tịch Ủy ban Thường vụ Đại hội Đại biểu Nhân dân Khu tự trị Tây Tạng |                                                      |
| XIV                                                  | Triệu Lạc Tế (1957-)                                 | 3/2023                                               | nay                                                  | Ủy viên Thường vụ Bộ Chính trị                       | Shohrat Zakir (1953–)                                | 3/2023                                               | nay                                                  |                                                                         |                                                      |
| XIV                                                  | Triệu Lạc Tế (1957-)                                 | 3/2023                                               | nay                                                  | Ủy viên Thường vụ Bộ Chính trị                       | Zheng Jianbang (1957–)                               | 3/2023                                               | nay                                                  |                                                                         |                                                      |
| XIV                                                  | Triệu Lạc Tế (1957-)                                 | 3/2023                                               | nay                                                  | Ủy viên Thường vụ Bộ Chính trị                       | He Wei (1955-)                                       | 3/2023                                               | nay                                                  |                                                                         |                                                      |
| XIV                                                  | Triệu Lạc Tế (1957-)                                 | 3/2023                                               | nay                                                  | Ủy viên Thường vụ Bộ Chính trị                       | Đinh Trọng Lễ (1957–)                                | 3/2023                                               | nay                                                  |                                                                         |                                                      |
| XIV                                                  | Triệu Lạc Tế (1957-)                                 | 3/2023                                               | nay                                                  | Ủy viên Thường vụ Bộ Chính trị                       | Hác Minh Kim (1956–)                                 | 3/2023                                               | nay                                                  |                                                                         |                                                      |
| XIV                                                  | Triệu Lạc Tế (1957-)                                 | 3/2023                                               | nay                                                  | Ủy viên Thường vụ Bộ Chính trị                       | Thái Đạt Phong (1960–)                               | 3/2023                                               | nay                                                  |                                                                         |                                                      |
| XIV                                                  | Triệu Lạc Tế (1957-)                                 | 3/2023                                               | nay                                                  | Ủy viên Thường vụ Bộ Chính trị                       | Võ Duy Hoa (1956–)                                   | 3/2023                                               | nay                                                  |                                                                         |                                                      |